# Liste der Biografien/Bene
Liste der Biografien |
Portal Biografien |
Personensuche
# |
A |
B |
C |
D |
E |
F |
G |
H |
I |
J |
K |
L |
M |
N |
O |
P |
Q |
R |
S |
T |
U |
V |
W |
X |
Y |
Z |
?
 
Ba |
Be |
Bd |
Bg |
Bh |
Bi |
Bj |
Bl |
Bm |
Bn |
Bo |
Br |
Bs |
Bu |
Bw |
By |
Bz
 
Bea–Beb |
Bec |
Bed |
Bee |
Bef |
Beg |
Beh |
Bei |
Bej |
Bek |
Bel |
Bem |
Ben |
Beo |
Bep |
Beq |
Ber |
Bes |
Bet |
Beu |
Bev |
Bew |
Bex |
Bey |
Bez
 
Bena |
Benb |
Benc |
Bend |
Bene |
Benf |
Beng |
Benh |
Beni |
Benj |
Benk |
Benl |
Benm |
Benn |
Beno |
Benq |
Benr |
Bens |
Bent |
Benu |
Benv |
Benw |
Beny |
Benz
Die Liste der Biografien führt alle Personen auf, die in der deutschsprachigen Wikipedia einen Artikel haben. Dieses ist eine Teilliste mit 408 Einträgen von Personen, deren Namen mit den Buchstaben „Bene“ beginnt.

## Bene
- Bene, Carmelo (1937–2002), italienischer Theater- und Filmregisseur, Schauspieler und Autor
- Bene, Ferenc (1944–2006), ungarischer Fußballspieler
- Bene, Hans (1872–1943), deutscher Seeoffizier, zuletzt Konteradmiral der Reichsmarine
- Bene, Ludwig (1837–1920), preußischer Generalleutnant
- Bene, Otto (1884–1973), deutscher Diplomat
- Bene, Róbert (* 1995), ungarischer Volleyballspieler

### Benec
- Benec (* 1978), französischer Comicautor
- Benech, Lino (1947–2022), uruguayischer Radrennfahrer
- Benecke von Gröditzberg, Wilhelm Christian (1779–1860), preußischer Bankier, Kaufmann, Großgrundbesitzer und Kunstsammler
- Benecke, Andrea (* 1961), deutsche Psychologin und Psychotherapeutin
- Benecke, Bernd (* 1963), deutscher Hörfilm-Redakteur
- Benecke, Boris (* 1976), deutscher Koch
- Benecke, Carl Adolph (1804–1851), deutscher Politiker, MdL
- Benecke, Christian Daniel (1768–1851), deutscher Kaufmann und Hamburger Bürgermeister
- Benecke, Christina (* 1974), deutsche Volleyball-Nationalspielerin
- Benecke, Cord (* 1965), deutscher Psychologe, Psychotherapeut, Psychoanalytiker und Psychotherapieforscher
- Benecke, Emil (1898–1945), deutscher Schwimmer und Wasserballspieler
- Benecke, Erich (1907–1955), deutscher Pathologe und Hochschullehrer
- Benecke, Ernst Wilhelm (1838–1917), deutscher Geologe und Päläontologe
- Benecke, Friedrich Wilhelm von (1752–1793), preußischer Regierungspräsident in Aurich
- Benecke, Georg Friedrich (1762–1844), deutscher Gelehrter
- Benecke, Günter (* 1923), deutscher Architekt
- Benecke, Hans (1910–2000), deutscher Buchhändler und Antiquar
- Benecke, Heinz-Martin (* 1938), deutscher Singer-Songwriter, Maschinensetzer, Schauspieler und Autor
- Benecke, Lydia (* 1982), deutsche Kriminalpsychologin und Schriftstellerin
- Benecke, Mark (* 1970), deutscher Kriminalbiologe und Spezialist für forensische EntomologieMark Benecke (* 1970)

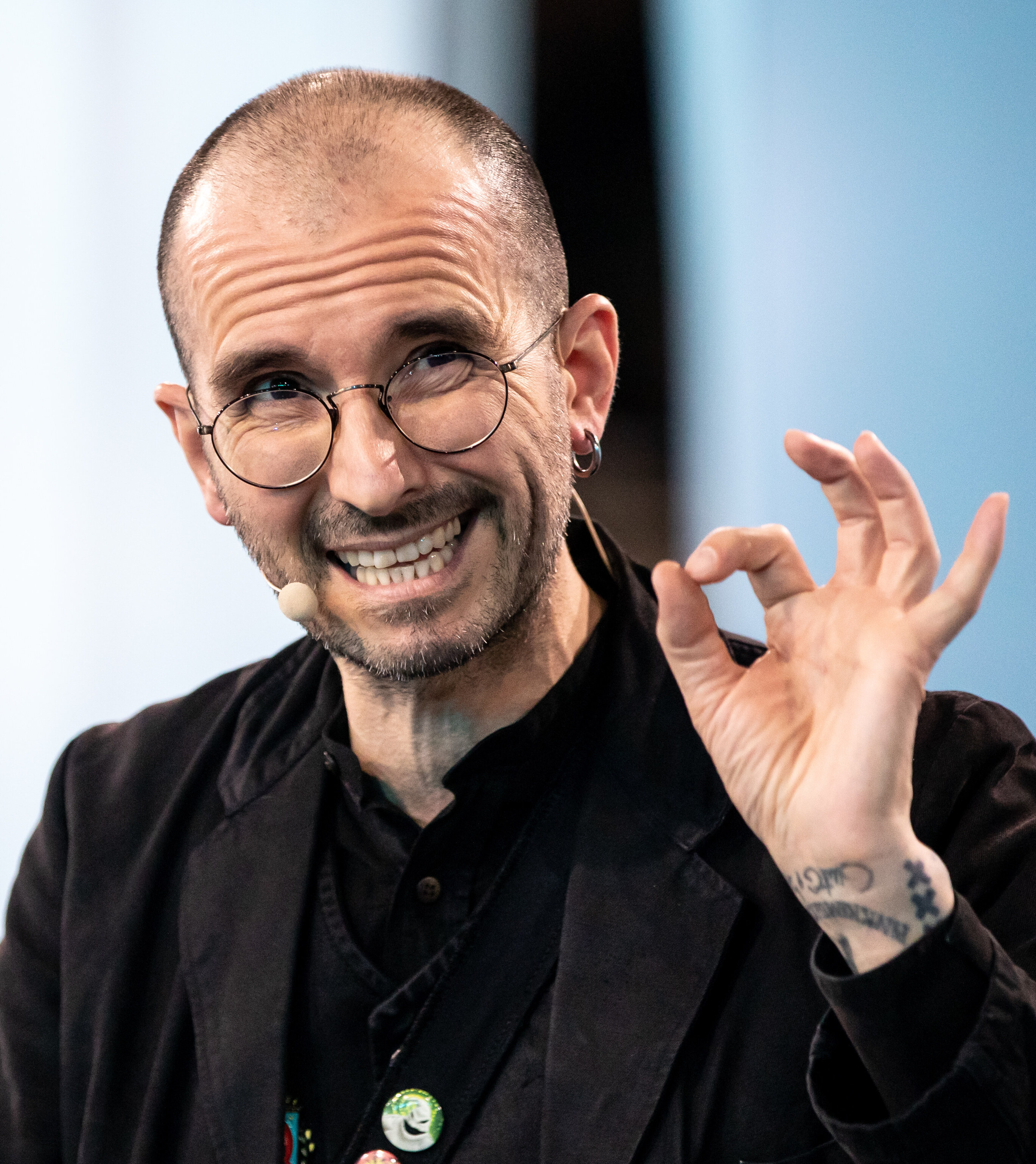
Mark Benecke (* 1970)

- Benecke, Martina (* 1967), deutsche Rechtswissenschaftlerin
- Benecke, Norbert (* 1954), deutscher Archäozoologe
- Benecke, Oskar (* 1874), deutscher Rektor, Heimatforscher und Archivpfleger
- Benecke, Otto (1895–1970), deutscher Unternehmer und erster Ehrenbürger von Vinnhorst
- Benecke, Otto (1896–1964), deutscher Jurist, Ministerialbeamter und Kulturpolitiker
- Benecke, Pia (* 1988), deutsche Fußballspielerin
- Benecke, Rainer (* 1952), deutscher Politiker (Die Linke)
- Benecke, Reiner (1949–2017), deutscher Neurologe
- Benecke, Theodor (1870–1929), deutscher Lehrer, Heimatforscher und Museumsdirektor
- Benecke, Theodor (1911–1994), deutscher Physiker
- Benecke, Werner (* 1964), deutscher Historiker
- Benecke, Wilhelm (1776–1837), deutscher Handelsschriftsteller
- Benecke, Wilhelm (1797–1827), deutscher Unternehmer
- Benecke, Wilhelm (1868–1946), deutscher Pflanzenphysiologe
- Benecke, Wilhelm (1883–1962), deutscher Politiker (DVP; FDP/LDP), MdR, MdA
- Benecken, Sascha (* 1990), deutscher Rennrodler
- Beneckendorff und Hindenburg, Johann Heinrich Wilhelm Ernst von (1774–1847), preußischer Generalleutnant, Kommandant von Thorn
- Beneckendorff und von Hindenburg, Johann von (1747–1827), preußischer Landrat und Gutsbesitzer
- Beneckendorff und von Hindenburg, Otto Ludwig von (1778–1855), deutscher Offizier, Gutsbesitzer und Landschaftsdirektor
- Beneckendorff und von Hindenburg, Robert von (1816–1902), deutscher Offizier
- Beneckendorff, Christoph Friedrich von (1656–1721), kurbrandenburger Generalmajor
- Beneckendorff, Egidius Arend von (* 1686), preußischer Oberstleutnant und Chef des Leibhusaren-Regiments
- Beneckendorff, Wolf von (1891–1960), deutscher SchauspielerWolf von Beneckendorff (1891–1960)

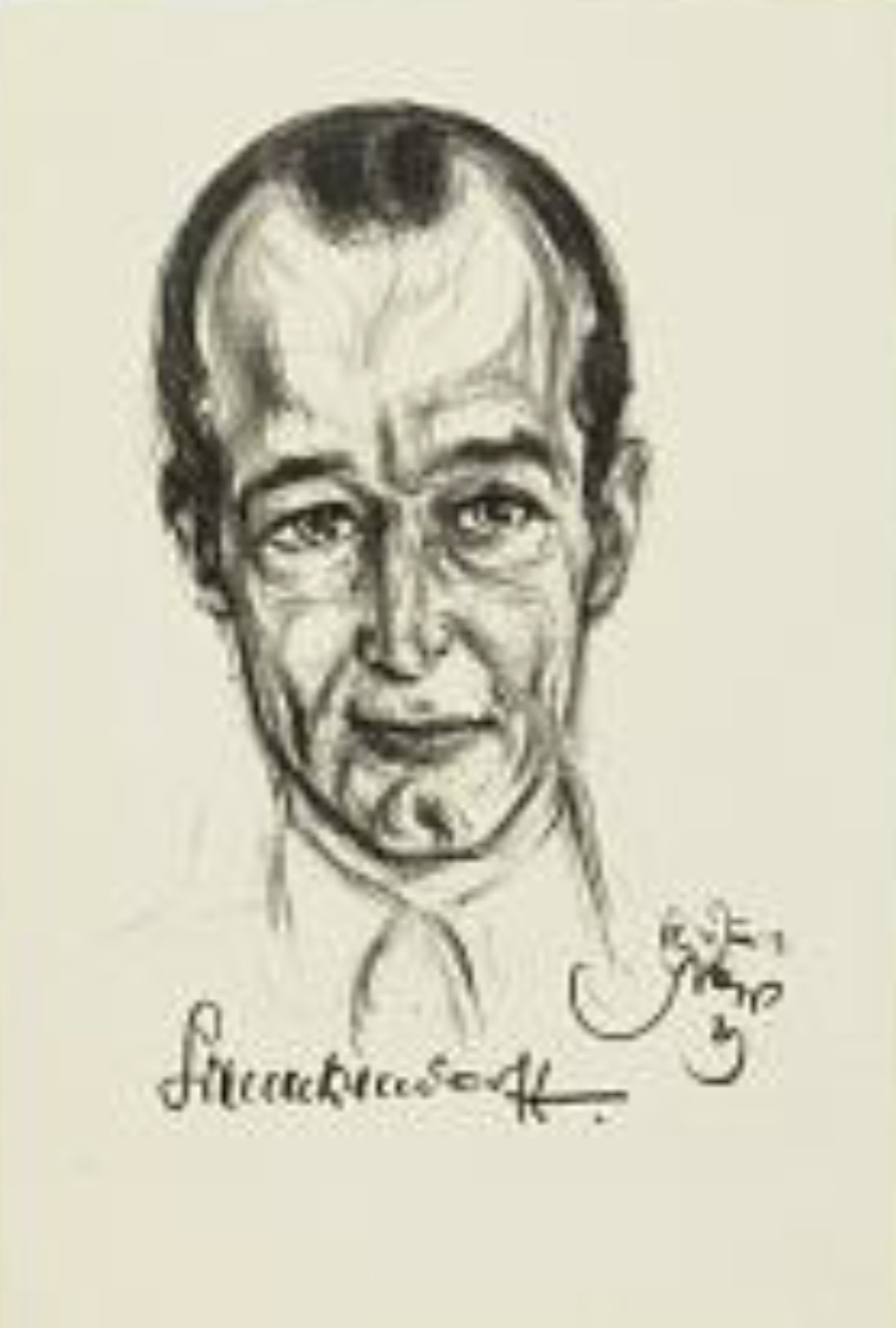
Wolf von Beneckendorff (1891–1960)

- Benecký, Roman (* 2000), tschechischer Dartspieler

### Bened
- Bened, Camille (* 2000), französische Biathletin
- Benede, Alexander (* 1988), deutscher Fußballspieler
- Benedek, Barbara (* 1956), US-amerikanische Drehbuchautorin
- Benedek, Carl (1889–1964), ungarischer Journalist und Autor
- Benedek, Carl Franz Joseph Anton (1902–1967), österreichischer Künstler
- Benedek, David (* 1980), deutscher Snowboarder
- Benedek, Dvir (* 1969), israelischer Schauspieler
- Benedek, Gábor (* 1927), ungarischer Olympiasieger im Modernen Fünfkampf
- Benedek, Gabor (1938–2019), ungarisch-deutscher Architekt und Karikaturist
- Benedek, László (1905–1992), ungarisch-amerikanischer Filmregisseur
- Benedek, Ludwig von (1804–1881), österreichischer Feldzeugmeister
- Benedek, Péter (1889–1984), ungarischer Maler
- Benedek, Reinhold (1929–2020), österreichischer Politiker (SPÖ); Bürgermeister von Leoben
- Benedek, Therese (1892–1977), ungarisch-US-amerikanische Psychiaterin und Psychoanalytikerin
- Benedek, Tibor (1972–2020), ungarischer Wasserballspieler und -trainer
- Benedek, Wolfgang (* 1951), österreichischer Jurist und Hochschullehrer
- Benedens, Horst (1942–2019), deutscher Boxer
- Beneder, Ernst (* 1958), österreichischer Architekt
- Benedetič, Vita (* 2004), slowenische Stabhochspringerin
- Benedetti Michelangeli, Arturo (1920–1995), italienischer PianistArturo Benedetti Michelangeli (1920–1995)

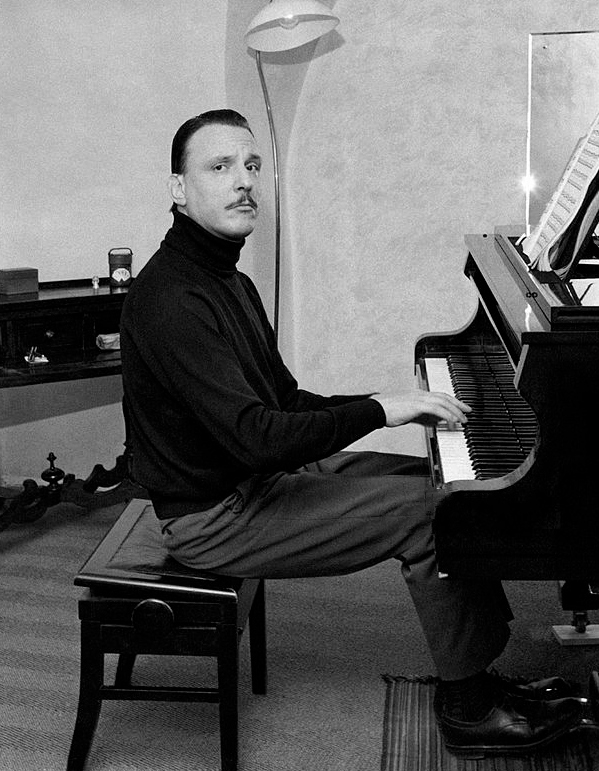
Arturo Benedetti Michelangeli (1920–1995)

- Benedetti, Benedetto, italienischer römisch-katholischer Bischof
- Benedetti, Benedetto (* 1924), italienischer Drehbuchautor, Dokumentarfilmer, Filmproduzent und Buchautor
- Benedetti, Caterina (* 2000), argentinische Beachhandballspielerin
- Benedetti, Cesare (* 1987), italienisch-polnischer Radrennfahrer
- Benedetti, Corrado (1957–2014), italienischer Fußballspieler und -trainer
- Benedetti, Cristoforo (1657–1740), italienischer Barockbildhauer
- Benedetti, Dean (1922–1957), US-amerikanischer Tenorsaxophonist
- Benedetti, Gaetano (1920–2013), italienischer Psychiater, Psychoanalytiker und Psychotherapeut
- Benedetti, Georges (1930–2018), französischer Politiker, Mitglied der Nationalversammlung
- Benedetti, Gianluigi (* 1959), italienischer Diplomat
- Benedetti, Giovanni (1370–1437), italienischer Ordensgeistlicher (Dominikaner) und Bischof von Treviso
- Benedetti, Giovanni (1917–2017), italienischer Geistlicher, römisch-katholischer Bischof von Foligno
- Benedetti, Giovanni Battista (1530–1590), italienischer Mathematiker, Physiker und Philosoph
- Benedetti, Josefina (* 1953), amerikanisch-venezolanische Komponistin
- Benedetti, Luigi (* 1951), italienischer Sprinter
- Benedetti, Marco (* 1950), italienischer EU-Beamter
- Benedetti, Mario (1920–2009), uruguayischer Journalist, Dichter und Schriftsteller
- Benedetti, Michele (* 1984), italienischer Wasserspringer
- Benedetti, Nicola (* 1987), britische ViolinistinNicola Benedetti (* 1987)

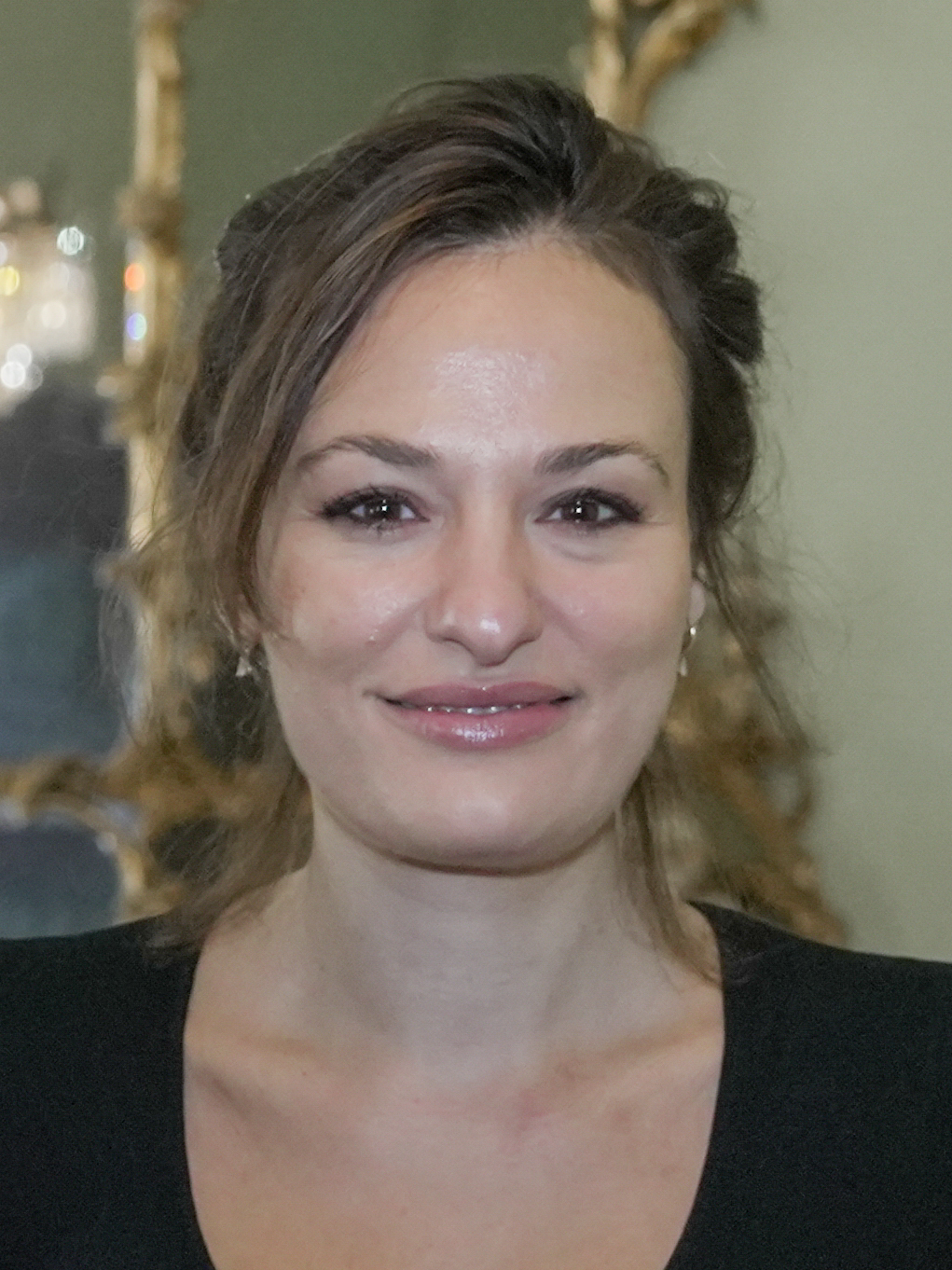
Nicola Benedetti (* 1987)

- Benedetti, René (1901–1975), französischer klassischer Violinist und Musikpädagoge
- Benedetti, Rino (1928–2002), italienischer Radrennfahrer
- Benedetti, Sacha (* 1972), deutsch-französischer Komponist, Medien- und Theaterkünstler der in Berlin und auf Korsika lebt
- Benedetti, Sandro (1933–2024), italienischer Architekt, Architekturhistoriker, Hochschullehrer
- Benedetti, Silvano (* 1965), italienischer Fußballspieler
- Benedetti, Simone (* 1992), italienischer Fußballspieler
- Benedetti, Teodoro (1697–1783), italienischer Bildhauer und Architekt des späten Barock und Rokoko
- Benedetti, Vince (* 1941), amerikanischer Jazzpianist
- Benedetti, Vincent (1817–1900), französischer DiplomatVincent Benedetti (1817–1900)

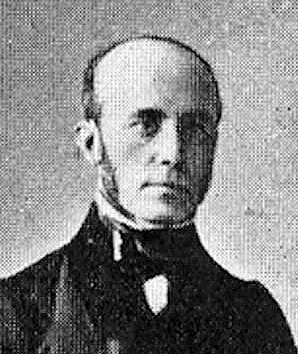
Vincent Benedetti (1817–1900)

- Benedetti-Pichler, Anton (1894–1964), österreichisch-US-amerikanischer Chemiker
- Benedettini, Antonella (* 1958), san-marinesische Botschafterin und Generalkonsulin
- Benedettini, Elia (* 1995), san-marinesischer Fußballtorhüter
- Benedettini, Ernesto (* 1948), san-marinesischer Politiker, Staatsoberhaupt von San Marino
- Benedettini, Pierluigi (* 1961), san-marinesischer Fußballspieler
- Benedetto da Maiano († 1497), italienischer Bildhauer und Baumeister
- Benedetto de Potio, römisch-katholischer Kardinalbischof
- Benedetto, Antonio di (1922–1986), argentinischer Schriftsteller
- Benedetto, Corrado Di (* 1959), deutsch-italienischer Sozialpädagoge und Politiker (SPD), MdL
- Benedetto, Darío (* 1990), argentinischer Fußballspieler
- Benedetto, Samuele Di (* 2005), deutsch-italienischer FußballspielerSamuele Di Benedetto (* 2005)

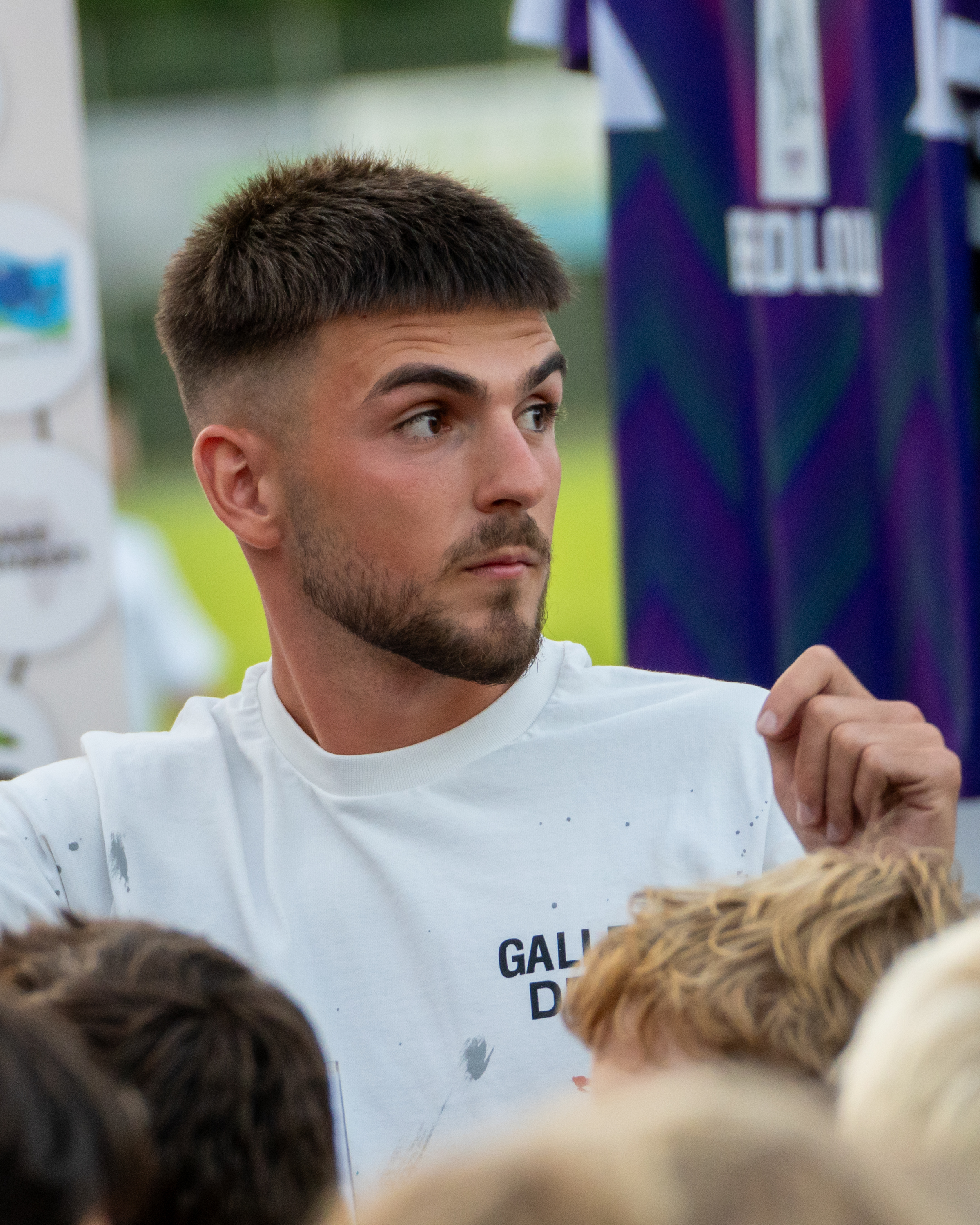
Samuele Di Benedetto (* 2005)

- Benedetto, Silvio (* 1938), argentinischer Maler, Bildhauer und Theaterregisseur
- Benedetto, Tanja, deutsche Voltigiererin
- Benedičič, Maja (* 1982), slowenische Skilangläuferin
- Benedick, Yann (* 1992), französischer Fußballspieler
- Benedicks, Carl (1875–1958), schwedischer Physiker und Chemiker
- Benedicks, Edward (1879–1960), schwedischer Sportschütze
- Benedicks, Michael (* 1949), schwedischer Mathematiker
- Benedicks-Bruce, Carolina (1856–1935), schwedische Bildhauerin und Grafikerin
- Benedict Biscop (628–690), englischer Abt und Klostergründer der Benediktiner (Northumbria)
- Benedict of Sawston († 1226), Bischof von Rochester
- Benedict, Amy (* 1964), US-amerikanische Schauspielerin
- Benedict, Benjamin (* 1972), deutscher Filmproduzent
- Benedict, Brooks (1896–1968), US-amerikanischer Schauspieler
- Benedict, Calvert P. (1924–2011), US-amerikanischer Offizier, Generalmajor der US Army
- Benedict, Charles (1867–1952), US-amerikanischer Sportschütze
- Benedict, Charles B. (1828–1901), US-amerikanischer Politiker
- Benedict, Christian (* 1976), deutscher Sachbuchautor und Wissenschaftler
- Benedict, Clare (1870–1961), US-amerikanische Autorin und Mäzenin
- Benedict, Cleve (* 1935), US-amerikanischer Politiker
- Benedict, Clint (1892–1976), kanadischer Eishockeyspieler
- Benedict, Dirk (* 1945), US-amerikanischer SchauspielerDirk Benedict (* 1945)

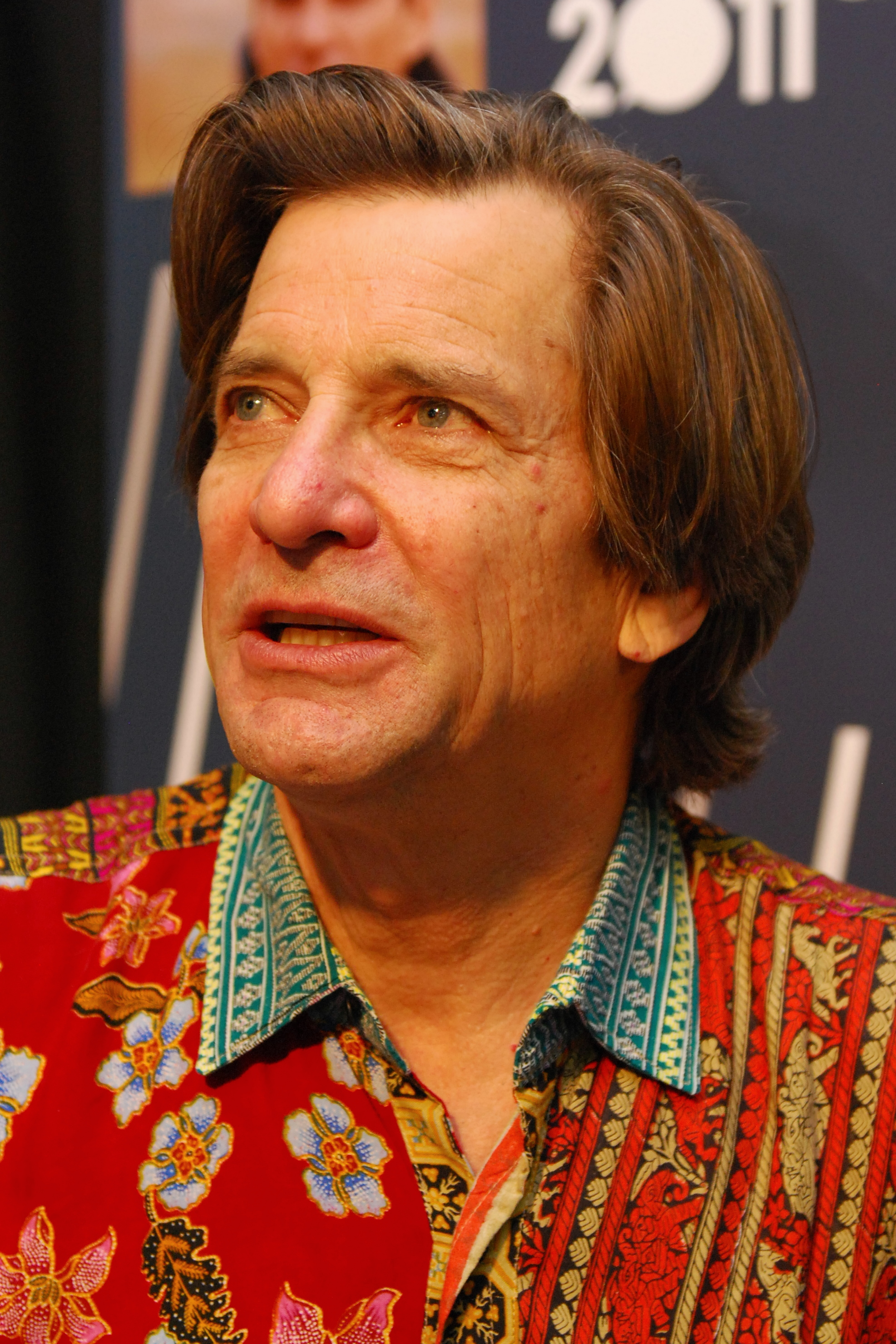
Dirk Benedict (* 1945)

- Benedict, Ed (1912–2006), US-amerikanischer Trickfilmer
- Benedict, Enella (1858–1942), US-amerikanische Landschaftsmalerin
- Benedict, Hans-Jürgen (* 1941), deutscher evangelisch-lutherischer Theologe, Friedensforscher, Autor und emeritierter Hochschullehrer für Diakoniewissenschaft
- Benedict, Helen (* 1952), US-amerikanische Journalistin, Autorin und Hochschullehrerin
- Benedict, Henry S. (1878–1930), US-amerikanischer Politiker
- Benedict, Hermann (* 1852), deutscher Theaterschauspieler
- Benedict, Hiram Hudson (1901–1984), amerikanischer Architekt
- Benedict, Jay (1951–2020), US-amerikanischer Schauspieler und Synchronsprecher
- Benedict, Jay Leland (1882–1953), US-amerikanischer Militär, General der US Army
- Benedict, Jörg (* 1966), deutscher Rechtswissenschaftler
- Benedict, Joseph (1809–1880), österreichischer Jurist und Politiker
- Benedict, Julius (1804–1885), britischer Komponist und Kapellmeister deutscher Herkunft
- Benedict, Manson (1907–2006), US-amerikanischer Chemiker und Kerntechniker
- Benedict, Marie (* 1973), US-amerikanische Schriftstellerin
- Benedict, Nick (1946–2023), US-amerikanischer Maler, Musiker und Schauspieler
- Benedict, Paul (1938–2008), US-amerikanischer Schauspieler
- Benedict, Peter (* 1963), österreichischer Schauspieler
- Benedict, Richard (1920–1984), italienisch-amerikanischer Schauspieler und Regisseur
- Benedict, Rob (* 1970), US-amerikanischer SchauspielerRob Benedict (* 1970)

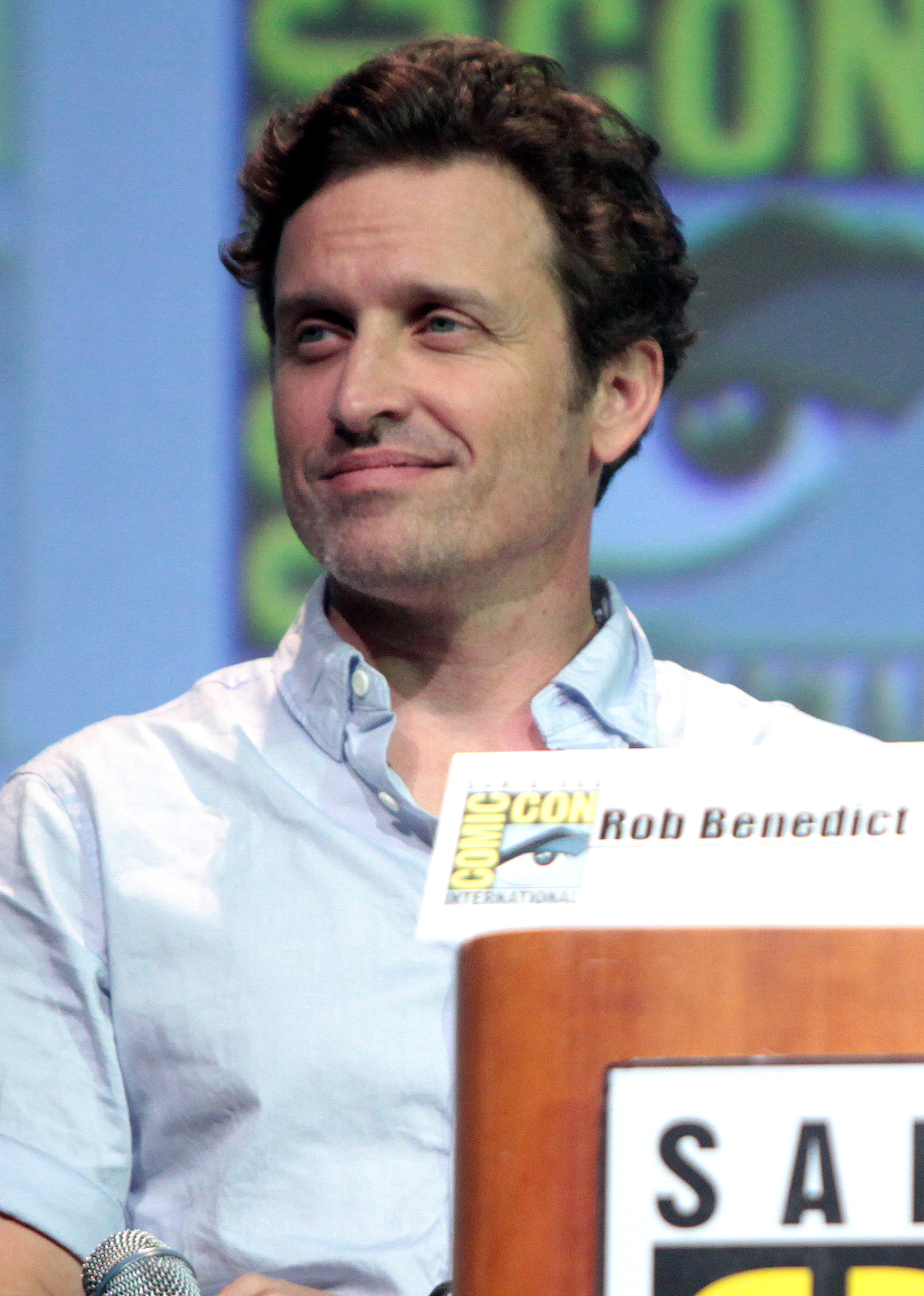
Rob Benedict (* 1970)

- Benedict, Ruth (1887–1948), US-amerikanische Anthropologin
- Benedict, Stanley (1884–1936), US-amerikanischer Chemiker (Physiologische Chemie)
- Benedict, Suzan Rose (1873–1942), US-amerikanische Mathematikerin und Hochschullehrerin
- Benedict, Traugott Friedrich (1756–1833), deutscher Lehrer und Altphilologe
- Benedict, Traugott Wilhelm Gustav (1785–1862), deutscher Mediziner und Hochschullehrer
- Benedicta Henriette von der Pfalz (1652–1730), Herzogin von Braunschweig-Lüneburg, Fürstin von CalenbergBenedicta Henriette von der Pfalz (1652–1730)

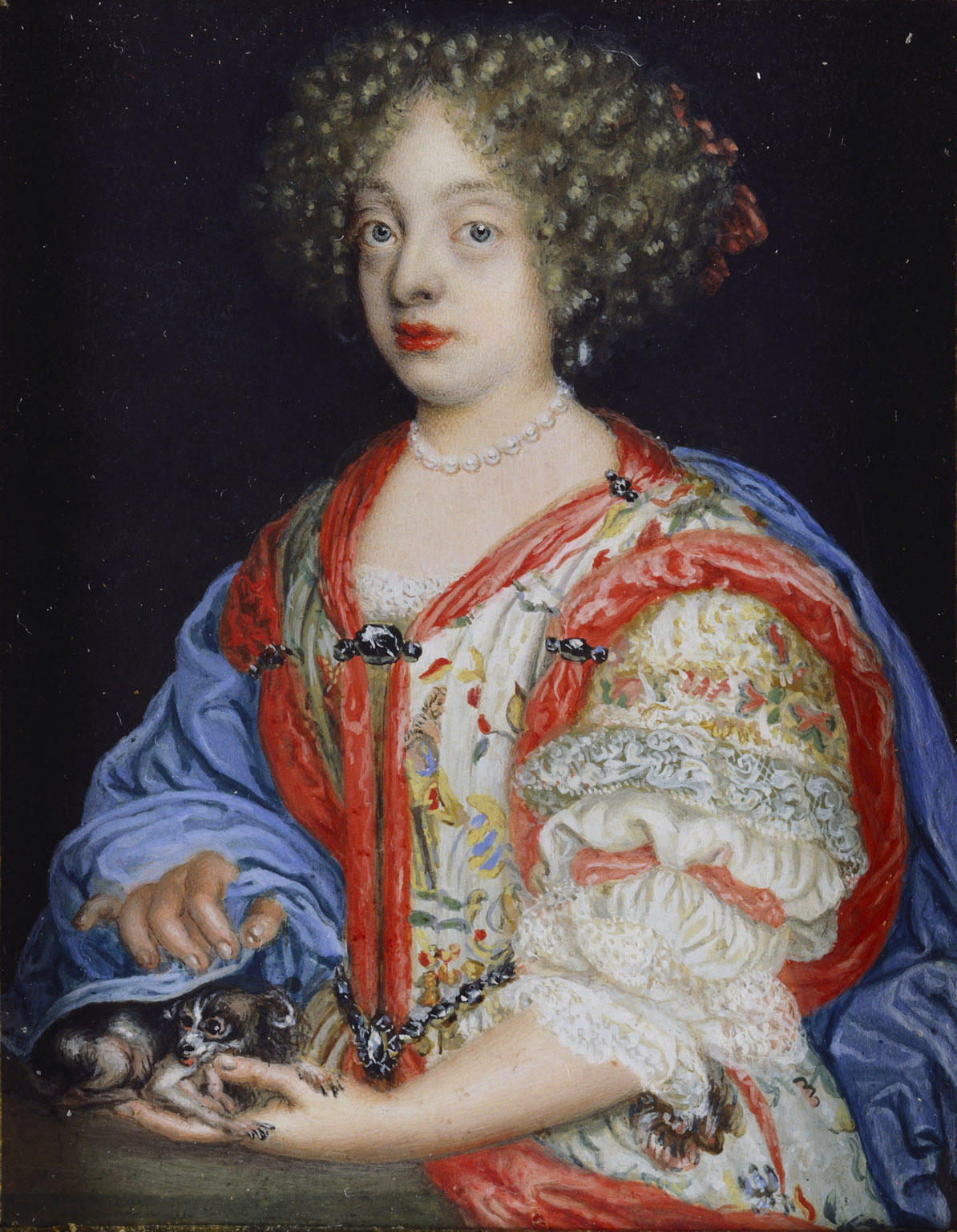
Benedicta Henriette von der Pfalz (1652–1730)

- Benedicta von Origny († 362), frühchristliche Jungfrau, Märtyrin und Heilige
- Benedicter, Alois Josef (1843–1931), deutscher Maler
- Benedicto, José E. (1880–1924), US-amerikanischer Politiker
- Benedicto, Lourdes (* 1974), US-amerikanische Schauspielerin
- Benedictsson, Victoria (1850–1888), schwedische Schriftstellerin
- Benedictus a Sancto Josepho († 1716), niederländischer Komponist des Barock
- Benedictus de Drusina, Lautenist der Renaissance
- Benedictus Polonus, polnischer Franziskaner, der an der Reise von Johannes de Plano Carpini in die Mongolei teilgenommen hat
- Bénédictus, Édouard (1878–1930), französischer Erfinder, Maler, Komponist, Schriftsteller und Chemiker
- Benedik, Brane (* 1960), jugoslawischer Skispringer
- Benedik, Grega (* 1962), jugoslawischer Skirennläufer
- Benedik, Matic (* 1993), slowenischer Skispringer
- Benedik, Petra (* 1990), slowenische Skispringerin
- Benedikt der Mohr (1526–1589), Ordensbruder, Heiliger
- Benedikt I. († 579), Patriarch von Rom (575–579)
- Benedikt I., Erzbischof in Ungarn
- Benedikt II. († 685), Papst (683–685)
- Benedikt III. († 858), Papst (855–858)
- Benedikt IV. († 903), Papst (900–903)
- Benedikt IX., Papst (1032–1048)
- Benedikt Jóhannesson (* 1955), isländischer Unternehmer, Verleger und Politiker (Viðreisn)
- Benedikt Kristjánsson (* 1987), isländischer Sänger (Tenor)
- Benedikt Ricasoli († 1107), italienischer Mönch und Einsiedler, Seliger
- Benedikt Sigurðsson Gröndal (1924–2010), isländischer Politiker
- Benedikt Sveinbjarnarson Gröndal (1826–1907), isländischer Schriftsteller
- Benedikt V., Papst im Jahre 964Benedikt V.

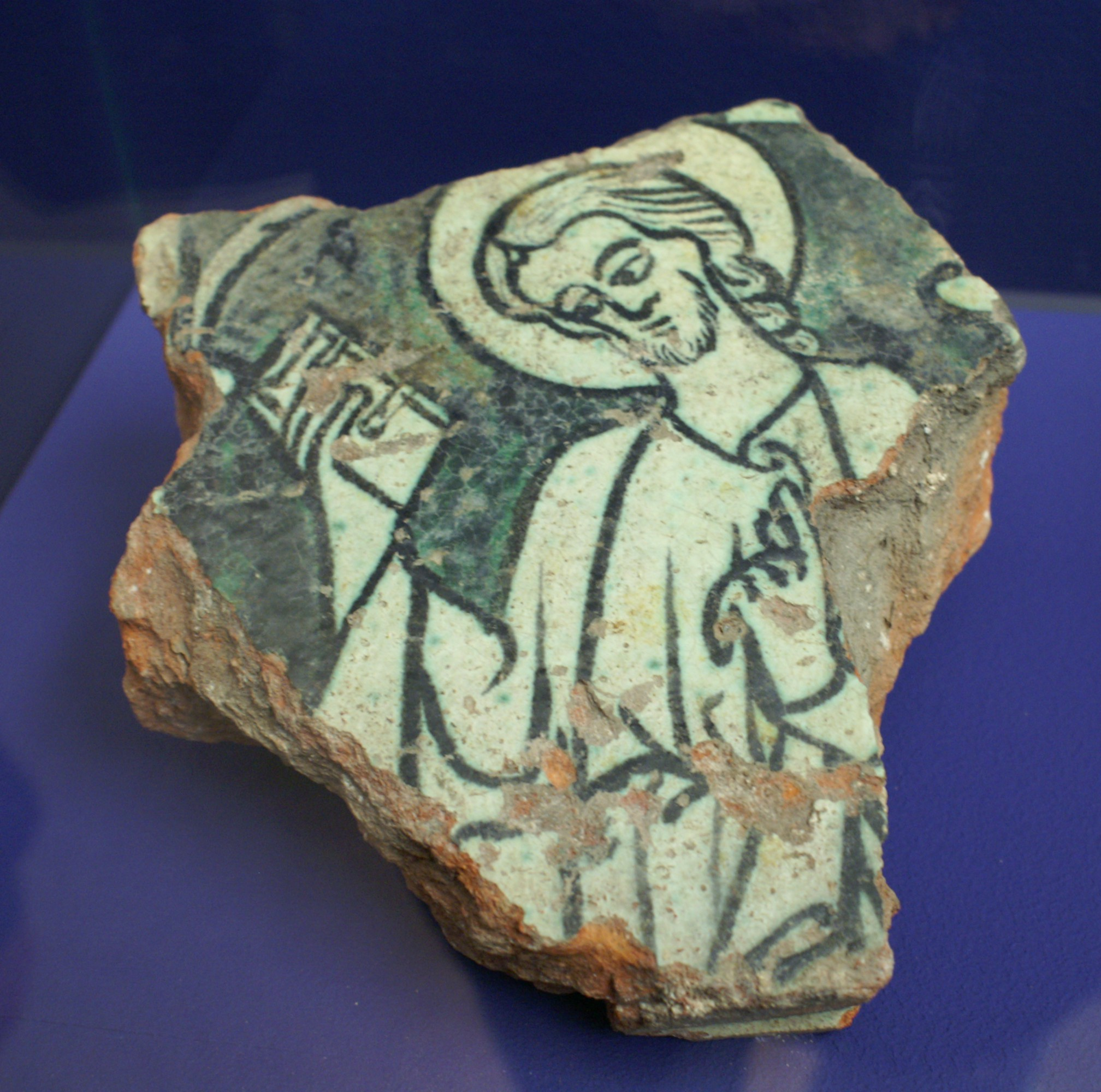
Benedikt V.

- Benedikt VI. († 974), Papst (973–974)
- Benedikt VII. († 983), 136. Papst (974–983)
- Benedikt VIII. († 1024), Papst (1012–1024)
- Benedikt von Aniane († 821), Klostergründer
- Benedikt von Kefalonia, erster lateinischer Bischof von Kefalonia
- Benedikt von Mailand († 732), Erzbischof von Mailand; kirchlicher Autor; Heiliger
- Benedikt von Nursia († 547), Begründer des katholischen MönchtumsBenedikt von Nursia († 547)

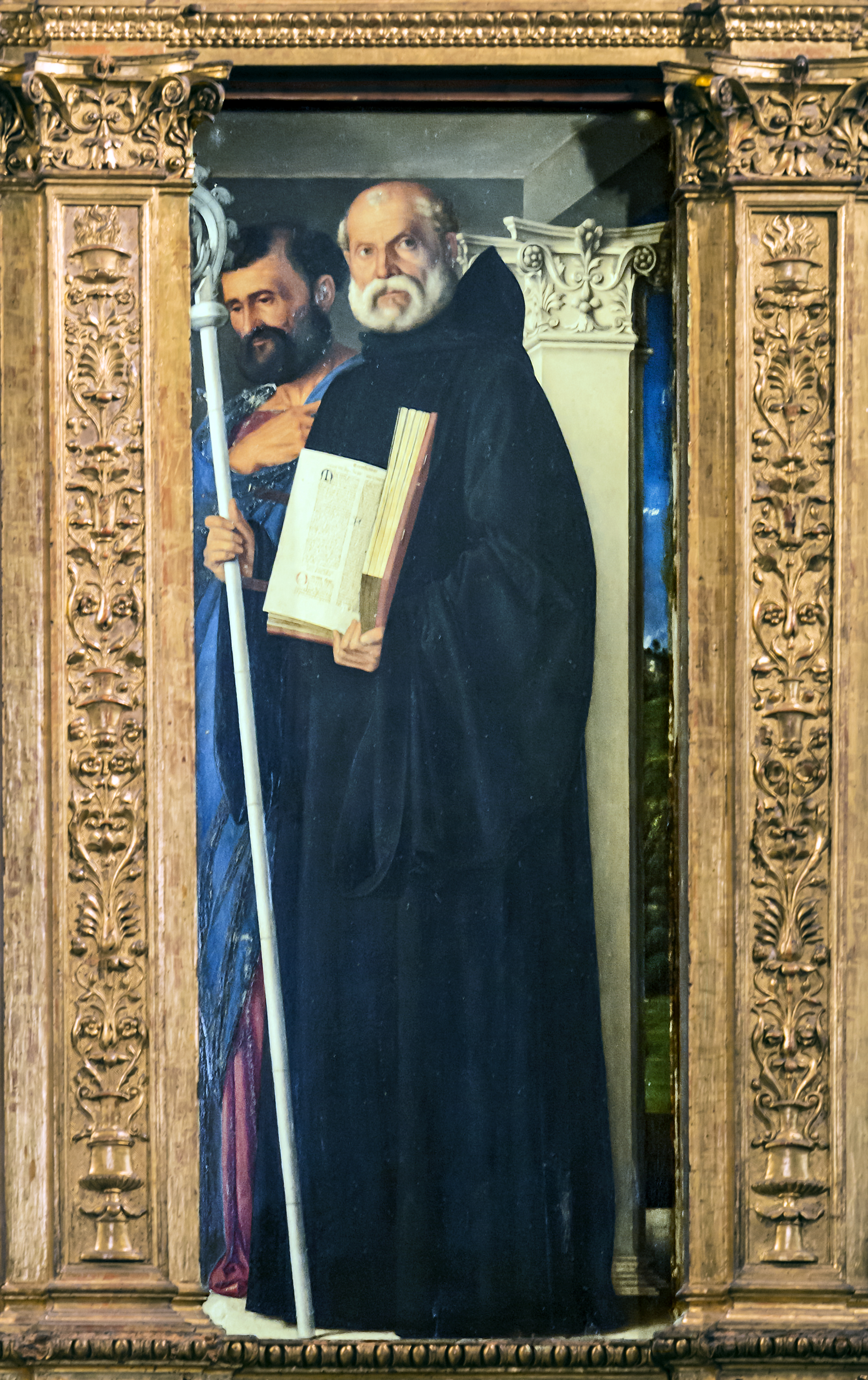
Benedikt von Nursia († 547)

- Benedikt von Sandomir, polnischer Architekt, Bildhauer und Steinmetz der Renaissance
- Benedikt X., Gegenpapst (5. April 1058 – April 1060)
- Benedikt XI. (1240–1304), Papst (1303–1304)
- Benedikt XII. (1285–1342), Papst (1334–1342)
- Benedikt XIII., Gegenpapst (1394–1423)
- Benedikt XIII. (1649–1730), Papst (1724–1730)
- Benedikt XIV., Gegenpapst
- Benedikt XIV. (1675–1758), Papst (1740–1758)
- Benedikt XV. (1854–1922), italienischer Geistlicher, 258. Papst, Bischof von Rom
- Benedikt XVI. (1927–2022), deutscher Geistlicher, 265. Papst, Bischof von Rom, Staatsoberhaupt des VatikansBenedikt XVI. (1927–2022)

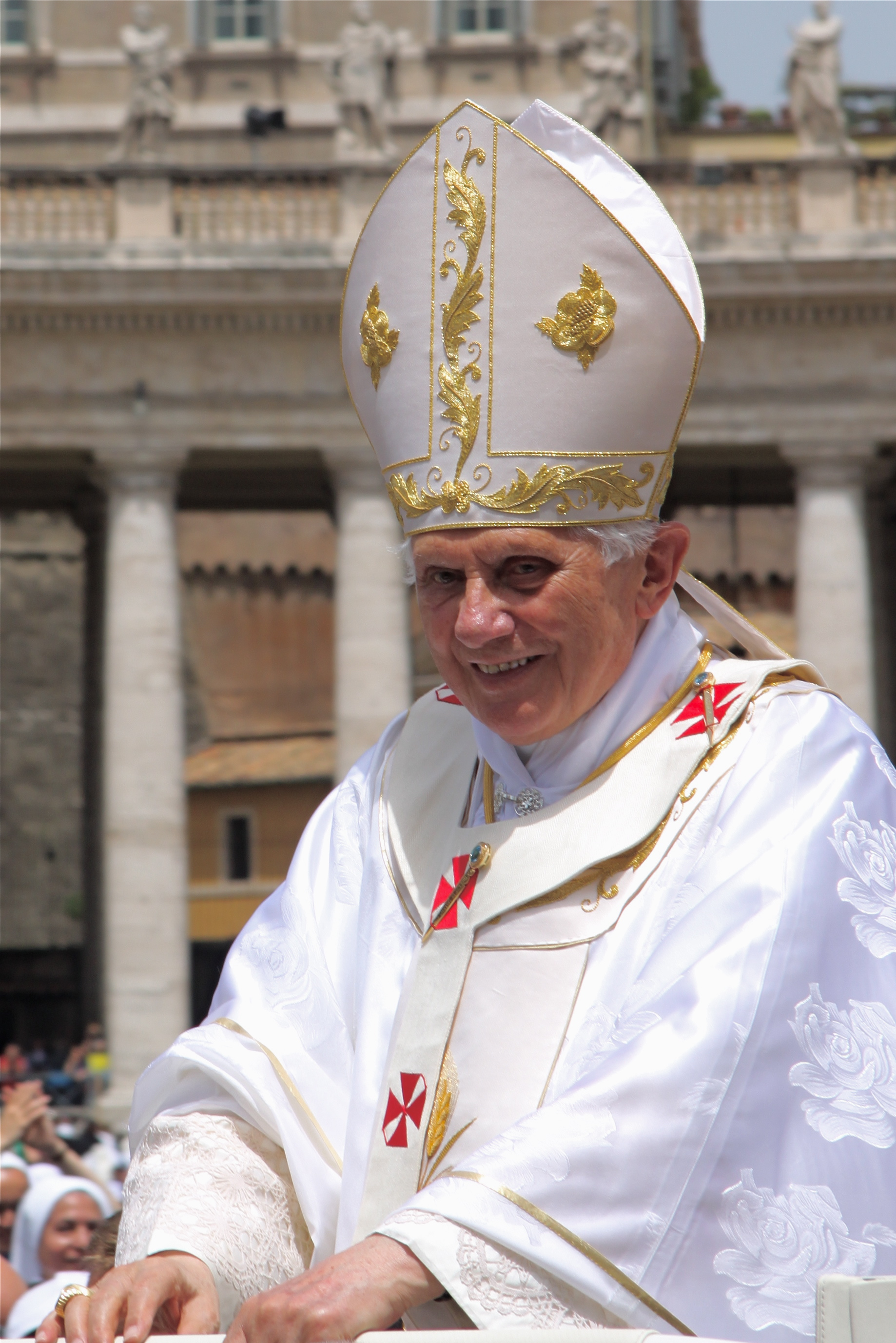
Benedikt XVI. (1927–2022)

- Benedikt, Edmund (1851–1929), österreichischer Jurist und Politiker
- Benedikt, Erich (1929–2023), österreichischer Ministerialbeamter, Germanist, Gymnasiallehrer und Musikschriftsteller
- Benedikt, Ernst (1882–1973), österreichischer Publizist und Schriftsteller
- Benedikt, Friedl (1916–1953), österreichische Schriftstellerin englischer Sprache
- Benedikt, Georg (1890–1952), deutscher Landwirt und Mitglied des Bayerischen Senats
- Benedikt, Günther (1921–1948), österreichischer Politiker
- Benedikt, Hans (1936–2012), deutscher Ingenieur
- Benedikt, Hans B. (1887–1975), deutscher Schauspieler bei Bühne und Film
- Benedikt, Heinrich (1886–1981), österreichischer Jurist und Historiker
- Benedikt, Herbert (1925–1987), österreichischer Maler und Graphiker der Wiener Schule des Phantastischen Realismus
- Benedikt, Judith (* 1977), österreichische Kamerafrau
- Benedikt, Julian (* 1963), deutscher Filmregisseur
- Benedikt, Linda (* 1972), deutschsprachige Autorin und Journalistin
- Benedikt, Michael (1928–2012), österreichischer Philosoph
- Benedikt, Moriz (1835–1920), österreichischer Neurologe
- Benedikt, Moriz (1849–1920), österreichischer Journalist und Publizist
- Benedikt, Rosemarie (* 1939), österreichische Keramik- und Glaskünstlerin
- Benedikt, Rudolf (1852–1896), österreichischer Chemiker
- Benedikta von Bechburg († 1412), Fürstäbtissin des Fraumünsterklosters in Zürich
- Benedikte zu Dänemark (* 1944), dänische Adlige aus dem Hause Schleswig-Holstein-Sonderburg-GlücksburgBenedikte zu Dänemark (* 1944)

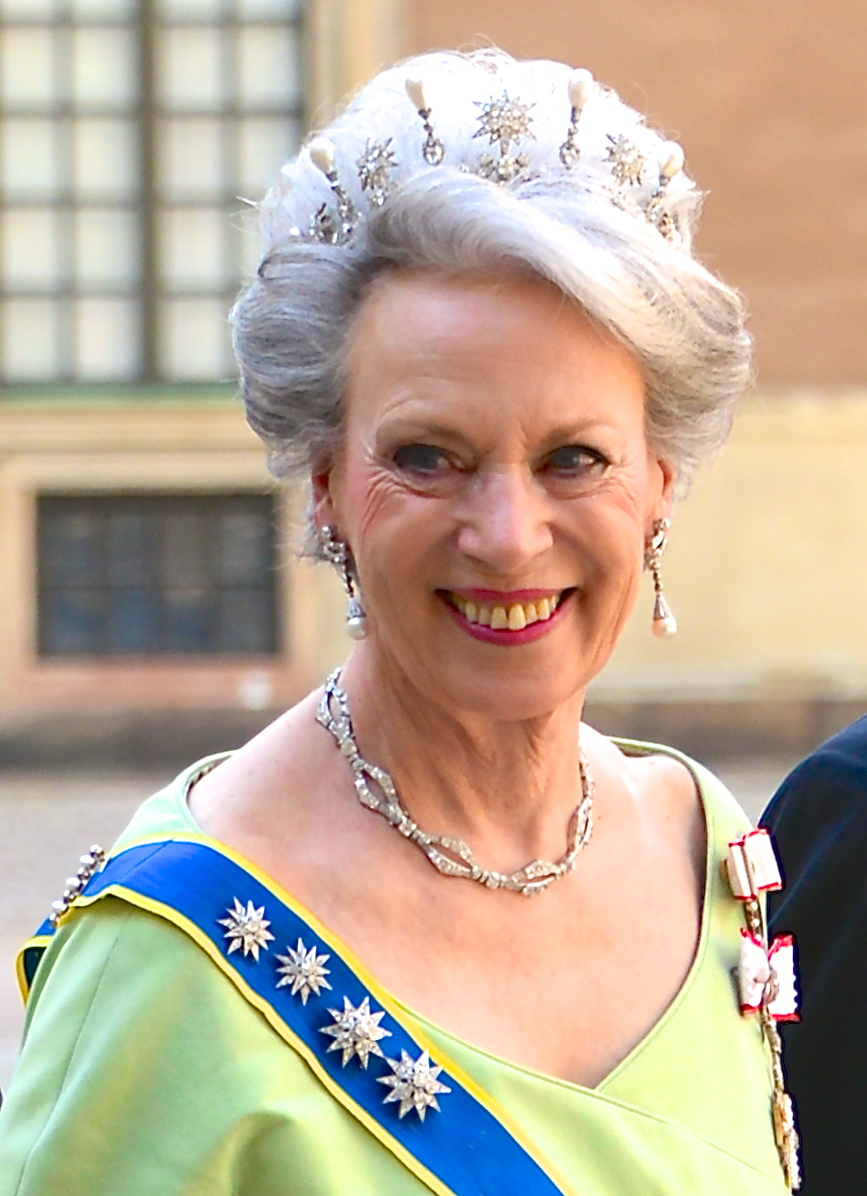
Benedikte zu Dänemark (* 1944)

- Benedikter, Alfons (1918–2010), italienischer Politiker, Mitglied des Südtiroler Landtags
- Benedikter, Hans (* 1940), italienischer Politiker und Publizist (Südtirol)
- Benedikter, Martin (1908–1969), italienischer Sinologe (Südtirol)
- Benedikter, Roland (* 1965), italienischer Soziologe und Politikwissenschaftler (Südtirol)
- Benedikter, Thomas (* 1957), italienischer Wirtschafts- und Politikwissenschaftler und Sachbuchautor (Südtirol)
- Benediktson, Ellen (* 1995), schwedische Sängerin
- Bénédite, Daniel (1912–1990), französischer Sozialist und Fluchthelfer
- Bénédite, Georges (1857–1926), französischer Archäologe
- Benedito, Itallo Hendrik Faria (* 2003), brasilianischer Fußballspieler
- Benedito, Valdir (* 1965), brasilianischer Fußballspieler
- Benedix, Anton (* 1993), deutscher Radsportler
- Benedix, Bernd (1943–2013), deutscher Bildhauer
- Benedix, Erich Heinz (1914–1983), deutscher Botaniker und Mykologe
- Benedix, Georg (1876–1970), deutscher Sportorganisator und Sportfunktionär
- Benedix, Gode (* 1962), deutscher Schauspieler
- Benedix, Hugo (1836–1917), deutscher Theaterschauspieler, -regisseur und -intendant
- Benedix, Peter (1877–1954), deutscher Schriftsteller und Archivar
- Benedix, Peter (* 1980), deutscher Dokumentarfilmer
- Benedix, Roderich (1811–1873), deutscher Komödiendichter, Schauspieler und Theaterdirektor
- Benedix, Ursula (1922–2014), deutsche Politikerin (CDU), MdL, MdB
- Beneduce, Francesco (* 1956), italienischer römisch-katholischer Ordensgeistlicher, Weihbischof in Neapel
- Benedum, Fritz (1902–1965), deutscher Arbeiter und Politiker (KPD), MdR
- Benedum, Jost (1937–2003), deutscher Medizinhistoriker
- Benedyczak, Adrian (* 2000), polnischer Fußballspieler
- Benedyczuk, Jan (* 1974), deutscher politischer Beamter und Politiker (SPD)
- Benedyk, Krzysztof (* 1972), polnischer Fußballspieler
- Benedyktowicz, Ludomir (1844–1926), polnischer Maler, Schachspieler und Poet, Teilnehmer des Januaraufstands
- Benedyktowicz, Witold (1921–1997), polnischer methodistischer Hauptsuperintendent und Ökumeniker

### Benee
- Benee (* 2000), neuseeländische Singer-SongwriterinBenee (* 2000)

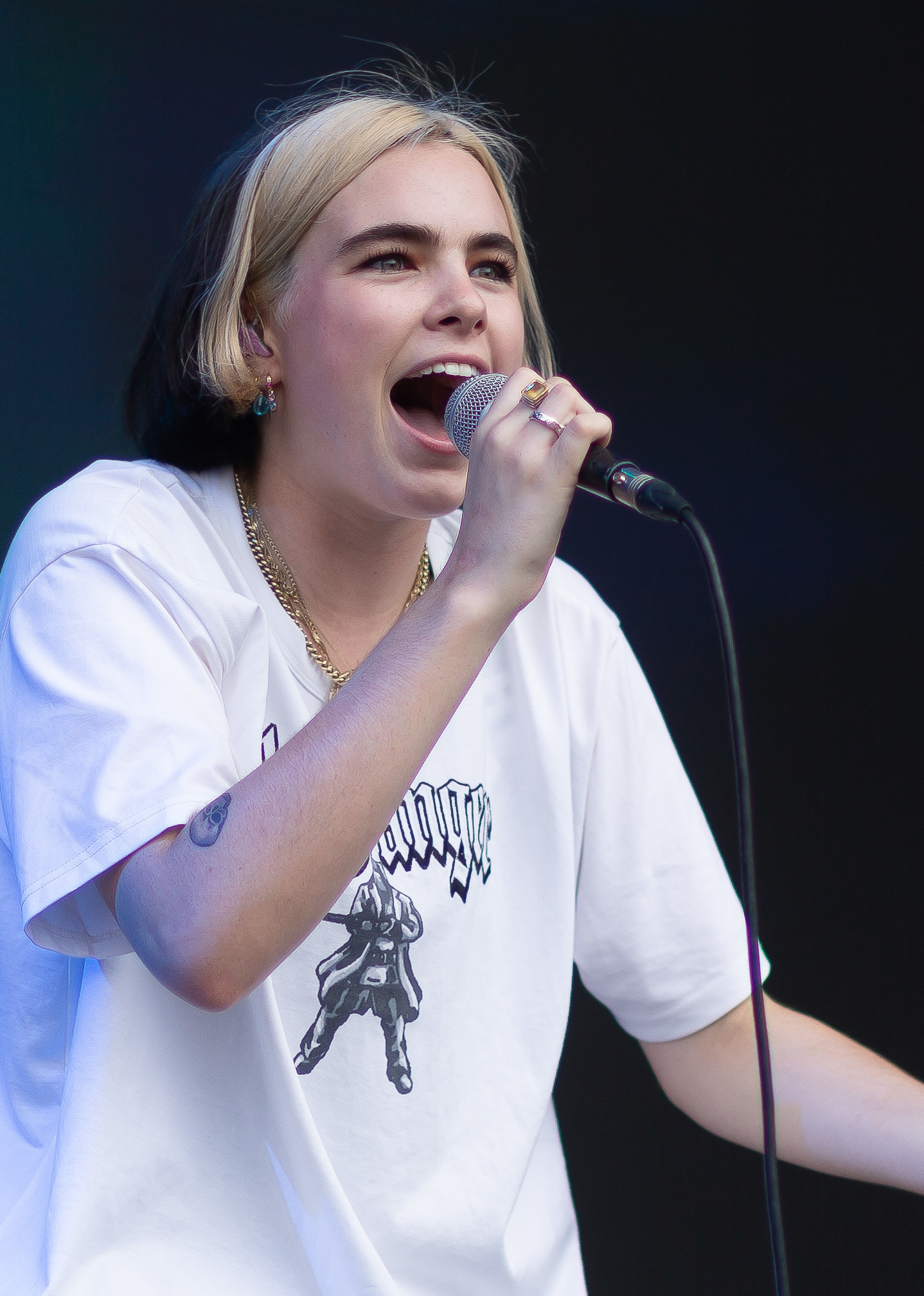
Benee (* 2000)

### Benef
- Benefial, Marco (1684–1764), italienischer Maler

### Beneg
- Benegal, Shyam (1934–2024), indischer Filmregisseur
- Benegas, Ismael (* 1987), paraguayischer Fußballspieler
- Benegas, Leandro (* 1988), argentinischer Fußballspieler
- Benegas, Perris (* 1995), US-amerikanische BMX-Freestyle-Fahrerin

### Benej
- Benejam i Agell, Lluís (1914–1968), katalanischer Violinist und Komponist

### Benek
- Beneke, Beatrice (* 1974), deutsche Kraftsportlerin
- Beneke, Ferdinand (1774–1848), deutscher Jurist und Politiker
- Beneke, Friedrich (1853–1901), deutscher Philologe, Gymnasiallehrer in Oldenburg, Bochum und Hamm
- Beneke, Friedrich Eduard (1798–1854), deutscher Philosoph, Psychologe und Pädagoge
- Beneke, Friedrich Wilhelm (1824–1882), deutscher Mediziner
- Beneke, Jürgen (* 1972), deutscher Mountainbikefahrer
- Beneke, Karsten (* 1958), deutscher Volkswirt und politischer Beamter
- Beneke, Lynique (* 1991), südafrikanische Weitspringerin
- Beneke, Martin (* 1966), deutscher Physiker
- Beneke, Max Christoph (* 2003), deutscher HandballspielerMax Christoph Beneke (* 2003)

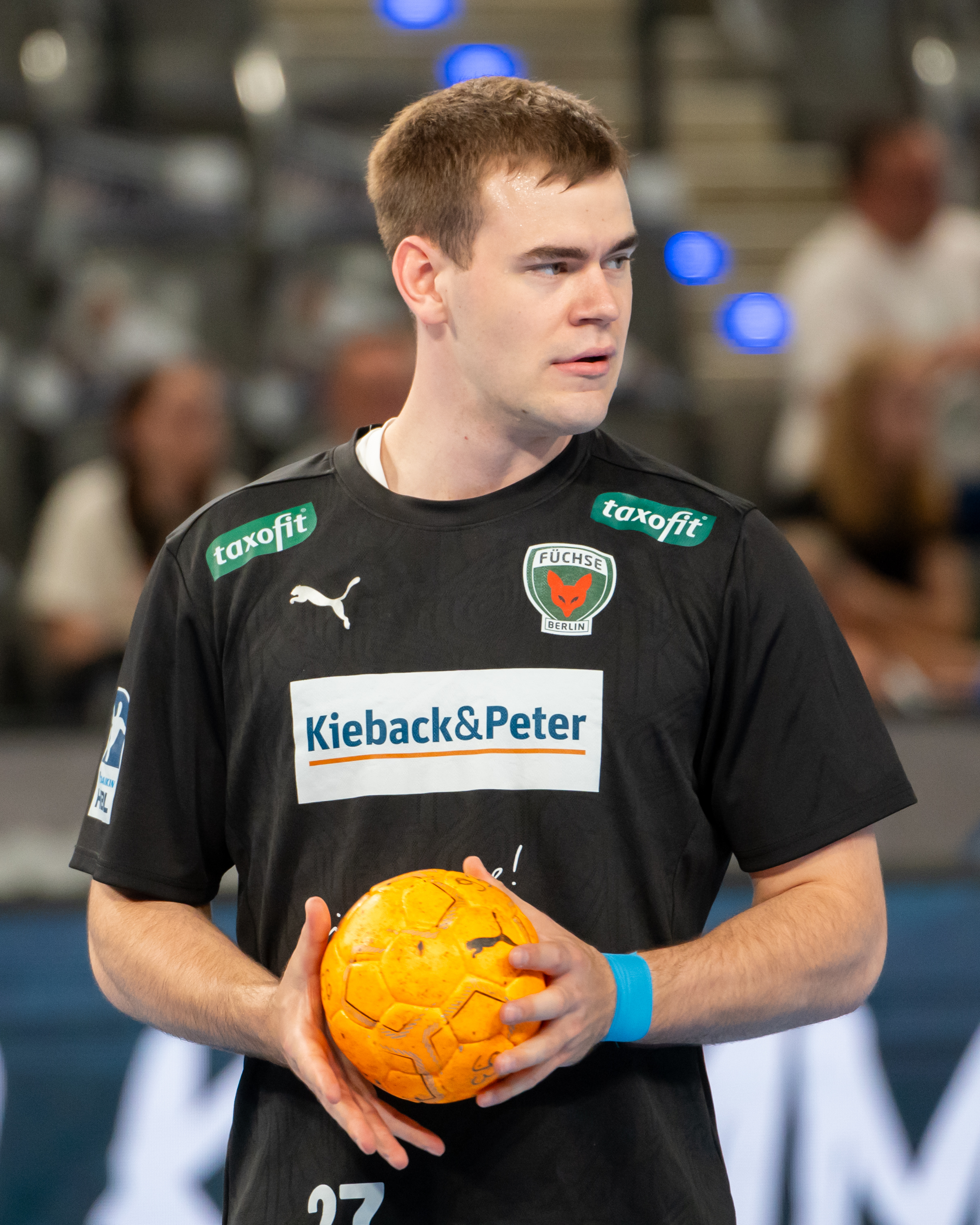
Max Christoph Beneke (* 2003)

- Beneke, Otto (1812–1891), Hamburger Archivar und Schriftsteller
- Beneke, Paul, deutscher Hanseadmiral und Ratsherr
- Beneke, Peter (1917–2016), deutscher Politiker (CDU), MdL
- Beneke, Ralph (* 1958), deutscher Sportwissenschaftler, Sportmediziner und Hochschullehrer
- Beneke, Rudolf (1861–1946), deutscher Mediziner und Hochschullehrer
- Beneke, Tex (1914–2000), US-amerikanischer Jazz-Saxophonist, Sänger und Bigband-Leader
- Beneken, Artur (* 1939), deutscher Politiker (SPD)
- Beneken, Georg Wilhelm Friedrich (1765–1824), deutscher lutherischer Geistlicher, Philosoph und Publizist
- Beneken, Justus Hermann Ludwig († 1743), deutscher lutherischer Geistlicher, Superintendent
- Benekendorff, Caspar Heinrich von (1654–1729), sächsischer General
- Benekendorff, Joachim Ehrenreich von († 1756), preußischer Landrat
- Benekendorff, Karl Friedrich von (1713–1788), preußischer Jurist, Nationalökonom und Agrarwissenschaftler
- Beneking, Claus (* 1955), deutscher Manager, ehemaliger Vorstandsvorsitzender der ErSol AG
- Beneking, Heinz (1924–1996), deutscher Physiker
- Beneking, Stefan (* 1969), deutscher Fußballspieler

### Benel
- Benelli Mosell, Vanessa (* 1987), italienische Pianistin
- Benelli, Andrea (* 1960), italienischer Sportschütze
- Benelli, Antonio Peregrino (1771–1830), italienischer Opernsänger (Tenor), Komponist und Gesangslehrer
- Benelli, Gioia, italienische Dokumentarfilmerin und Regisseurin
- Benelli, Giovanni (1921–1982), italienischer Geistlicher, römisch-katholischer Erzbischof von Florenz und KardinalGiovanni Benelli (1921–1982)

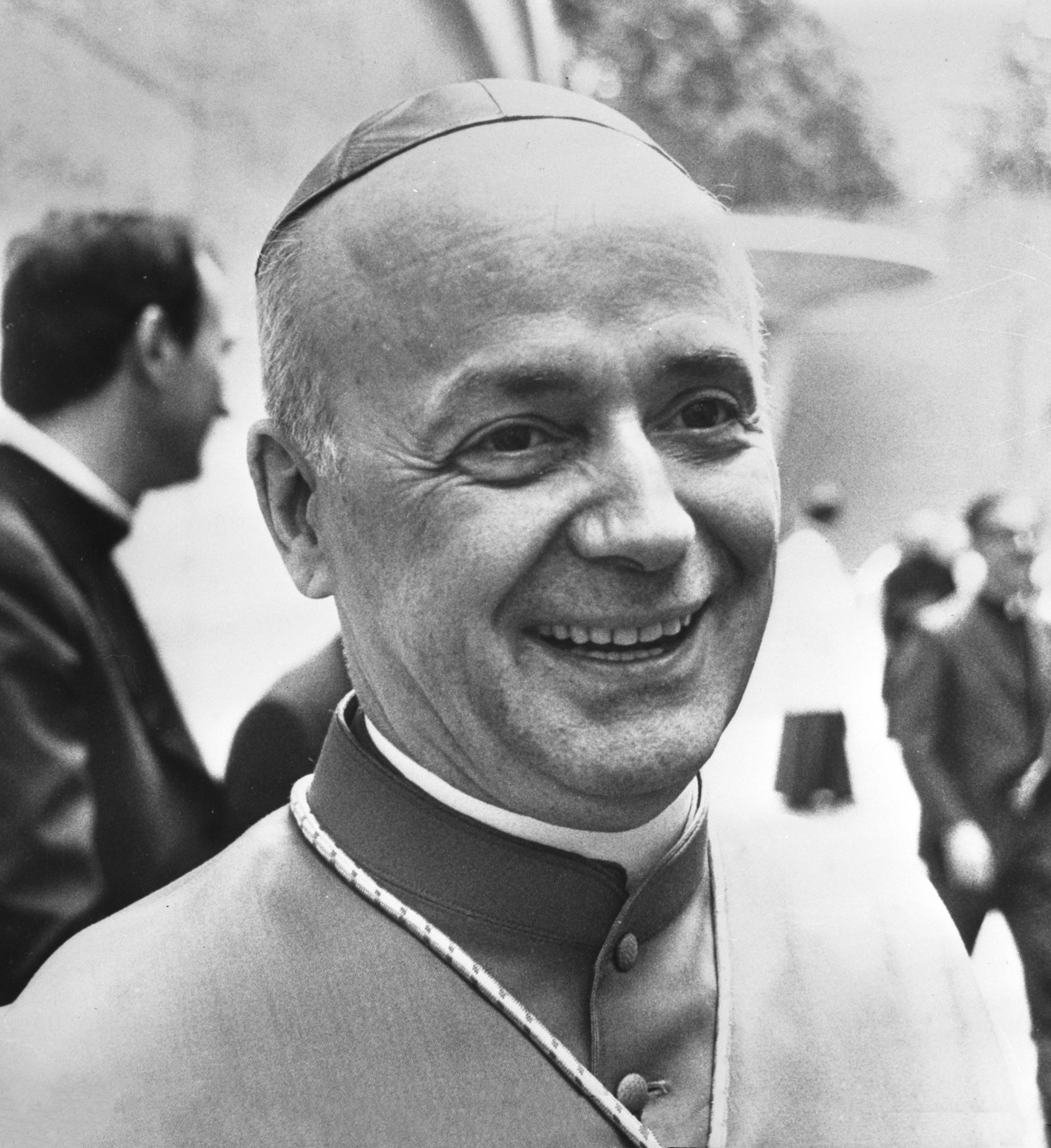
Giovanni Benelli (1921–1982)

- Benelli, Sem (1877–1949), italienischer Dramatiker
- Benelli, Tonino (1902–1937), italienischer Motorradrennfahrer

### Benem
- Benemann, Christian Gotthelf († 1802), kursächsischer Amtmann
- Benemann, Christian Johann Gotthelf († 1818), kursächsischer Amtmann
- Benemann, Johann Gottfried († 1761), königlich-polnischer und kurfürstlich-sächsischer Kammerkommissionsrat, Oberakzisekommissar, Amtmann und Rittergutsbesitzer
- Benemann, Maria (1887–1980), deutsche Schriftstellerin

### Benen
- Benen, Lukas (* 1993), deutscher Fußballschiedsrichter
- Benenga, Bouke (1888–1968), niederländischer Schwimmer und Wasserballspieler
- Benenga, Lambertus (1886–1963), niederländischer Schwimmer
- Benenson, Peter (1921–2005), britischer Anwalt und Politiker, Gründer von Amnesty international
- Benensons, Ichoks (* 1911), lettischer Fußballspieler
- Benenzon, Rolando Omar (* 1939), argentinischer Musiktherapeut

### Bener
- Bener, Ahmet (* 1994), türkischer Fußballspieler
- Benerib, Gemahlin von König Aha (1. Dynastie)
- Benerito, Ruth (1916–2013), amerikanische Chemikerin

### Benes
- Benes de Sales Rodrigues, Eduardo (* 1941), brasilianischer Geistlicher und emeritierter römisch-katholischer Erzbischof von Sorocaba
- Benes, Ed (* 1972), brasilianischer Comiczeichner
- Beneš, Edvard (1884–1948), tschechoslowakischer Außenminister und PräsidentEdvard Beneš (1884–1948)

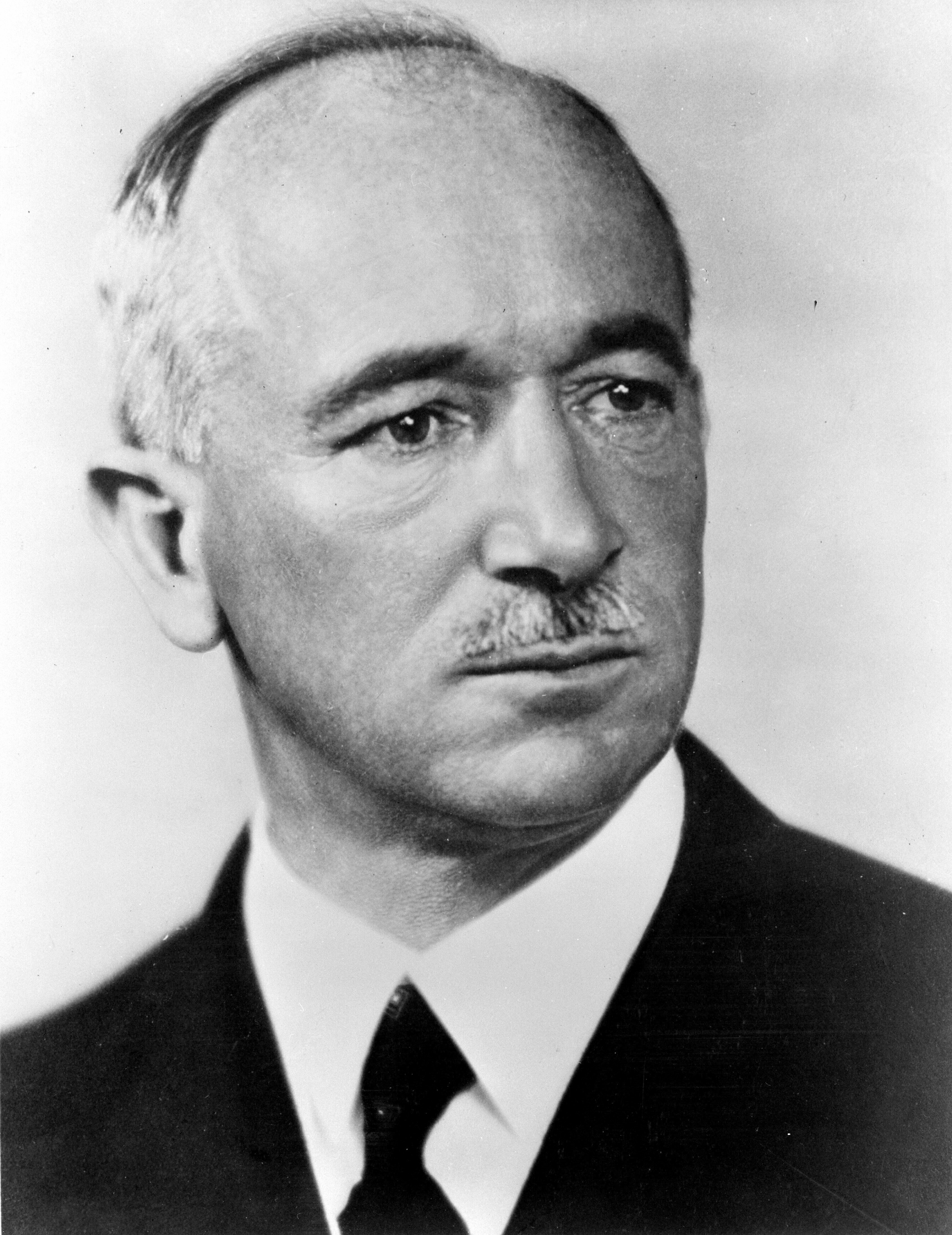
Edvard Beneš (1884–1948)

- Beneš, Jan (1936–2007), tschechischer Dichter, Übersetzer, Drehbuchautor und Publizist
- Beneš, Jan (* 1958), tschechischer Schriftsteller
- Beneš, Jan (* 1982), tschechischer Fußballspieler
- Beneš, Jara (1897–1949), tschechischer Komponist
- Beneš, Jaroslav (1892–1963), tschechischer Philosoph und Theologe
- Beneš, Josef (1901–1970), tschechischer Philosoph
- Beneš, Juraj (1940–2004), slowakischer Komponist, Lehrer und Pianist
- Beneš, Karel Josef (1896–1969), tschechischer Erzähler
- Bénes, László (* 1997), slowakischer FußballspielerLászló Bénes (* 1997)

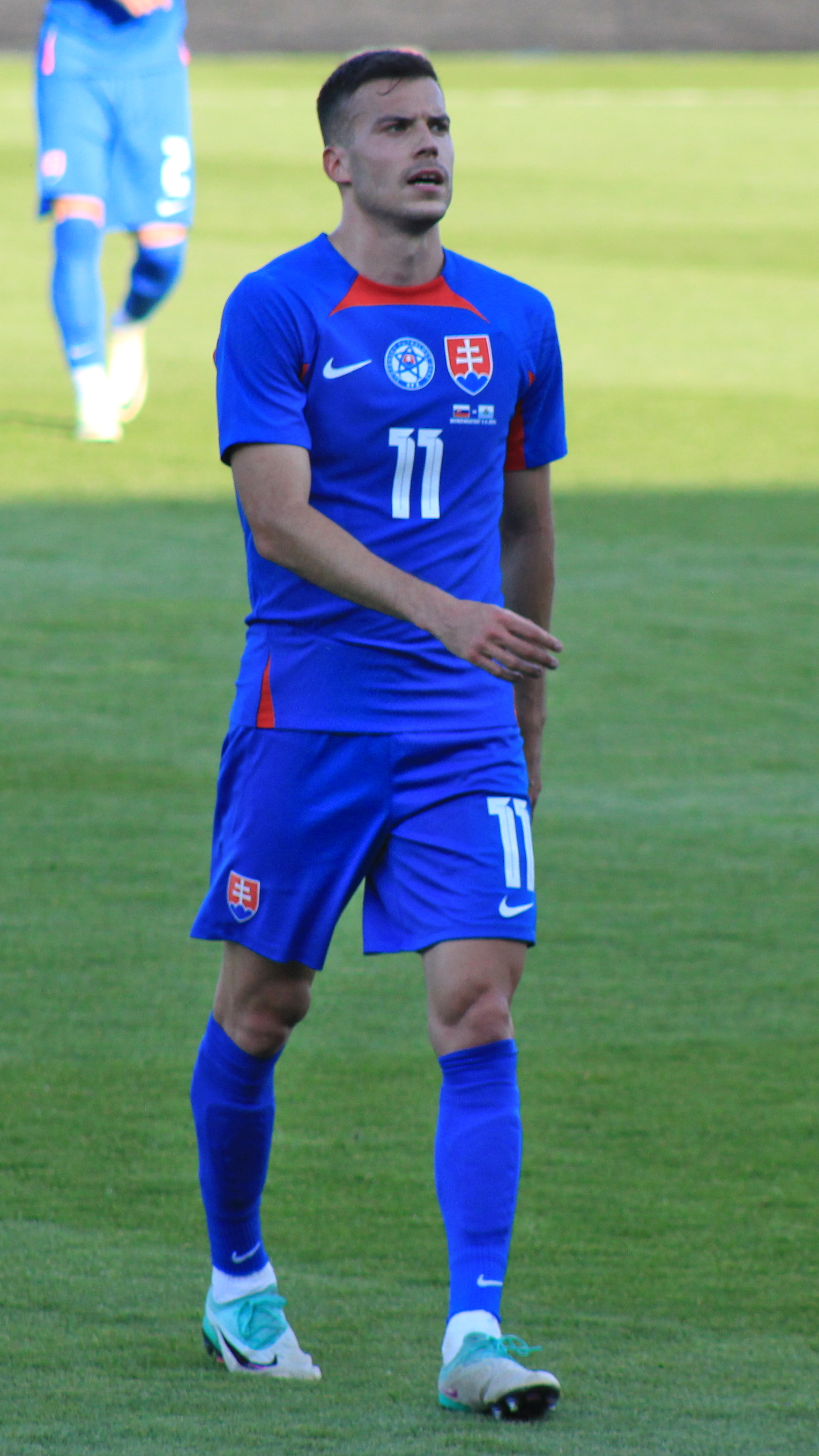
László Bénes (* 1997)

- Beneš, Marijan (1951–2018), jugoslawisch-kroatischer Boxer
- Beneš, Petr (* 1974), tschechischer Beachvolleyballspieler
- Beneš, Svatopluk (1918–2007), tschechischer Filmschauspieler
- Beneš, Vincenc (1883–1979), tschechischer Maler
- Beneš, Vojtěch (1892–1943), Direktor der Brünner Wasserwerke, Widerstandskämpfer gegen das NS-Regime
- Benes, Volker (* 1947), deutscher Fußballspieler und Trainer in der DDR
- Beneš, Zdeněk (* 1952), tschechischer Historiker
- Benesch, altägyptischer Beamter; Bürgermeister von Heliopolis
- Benesch von Weitmühl († 1375), Hofchronist sowie Leiter der Bauhütte des Veitsdoms unter Karl IV.
- Benesch, Felix (* 1963), Schweizer Drehbuchautor und Theaterregisseur
- Benesch, Friedrich (1907–1991), deutscher Priester, Anthroposoph und Schriftsteller
- Benesch, Fritz (1868–1949), österreichischer Alpinist und Fotograf
- Benesch, Fritz von (* 1894), österreichischer Geologe
- Benesch, Gabriela (* 1965), österreichische Schauspielerin
- Benesch, Hans (* 1946), deutscher Maler, Grafiker, Fotograf und Videoinstallationskünstler
- Benesch, Harald (1921–1994), österreichischer Schauspieler und Regisseur
- Benesch, Hellmuth (1924–2012), deutscher Psychologe und Hochschullehrer
- Benesch, Klaus (* 1958), deutscher Amerikanist und Hochschullehrer
- Benesch, Kurt (1926–2008), österreichischer Schriftsteller
- Benesch, Leonie (* 1991), deutsche FilmschauspielerinLeonie Benesch (* 1991)

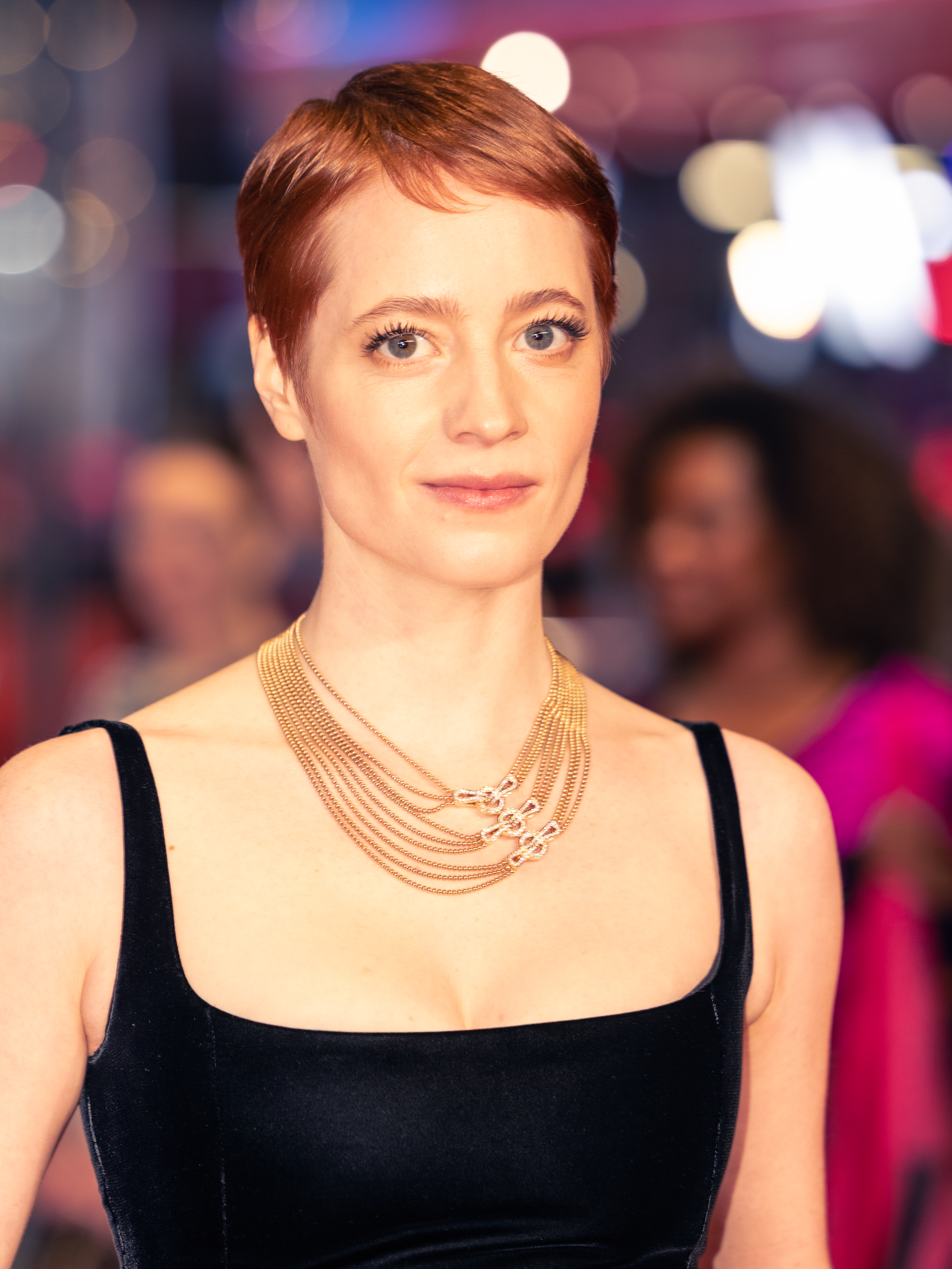
Leonie Benesch (* 1991)

- Benesch, Matthias (* 1968), deutscher Sportler
- Benesch, Otto (1896–1964), österreichischer Kunsthistoriker
- Benesch, Otto (1913–2002), deutscher Jurist und Verwaltungsbeamter
- Benesch, Sebastian (* 1987), deutscher Sportreporter und Moderator
- Benesch, Theo (1899–1954), deutscher Politiker (NSDAP), MdR
- Benesch, Thomas (* 1967), österreichischer Kameramann
- Benesch-Hennig, Rosa (1903–1986), österreichische Malerin
- Beneschewitsch, Wladimir Nikolajewitsch (1874–1938), russischer Byzantinist
- Benescu, Paraschiv (* 1925), rumänischer Politiker (PCR) und Diplomat
- Benesh, Andrew (* 1995), US-amerikanischer Volleyball- und Beachvolleyballspieler
- Benešová, Božena (1873–1936), tschechische Dichterin, Schriftstellerin
- Benešová, Hana (* 1975), tschechische Sprinterin
- Benešová, Iveta (* 1983), tschechische TennisspielerinIveta Benešová (* 1983)

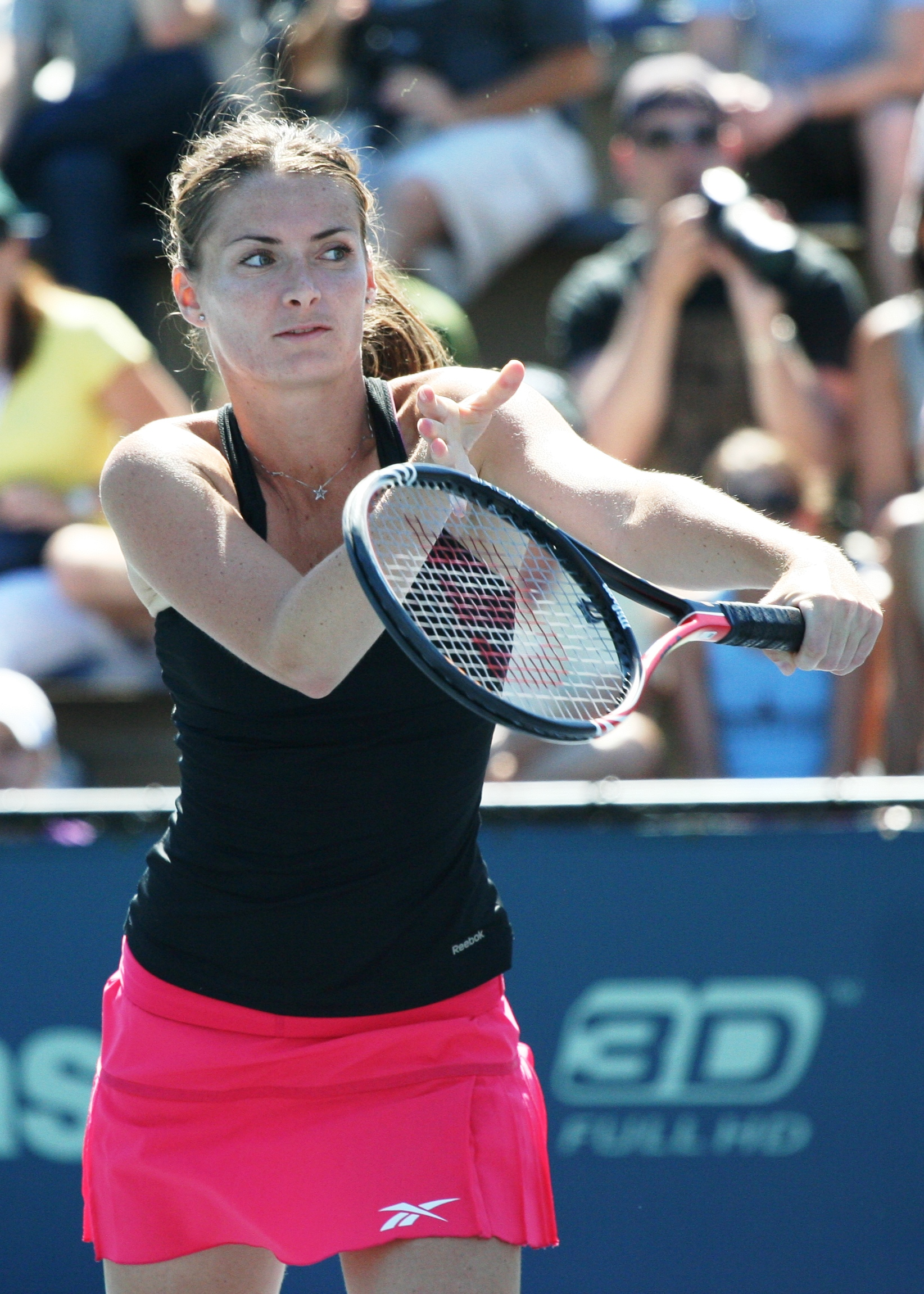
Iveta Benešová (* 1983)

- Benešová, Marie (1948–2024), tschechische Politikerin (parteilos)
- Benešova, Mařík z, böhmischer Philosoph
- Benešová, Martina (* 1985), tschechische Badmintonspielerin
- Benešová, Naďa (1923–2000), tschechische Badmintonspielerin, Autorin und Übersetzerin
- Benestad, Esben Esther Pirelli (* 1949), norwegische Transperson und Arzt
- Benestad, Norunn Tveiten (* 1956), norwegische Politikerin
- Benestante, Vincenzo (* 1945), deutscher Schauspieler, Autor, Übersetzer und Sänger
- Beneston, Marie-Laure (* 1953), französische Schauspielerin und Synchronsprecherin

### Benet
- Benet i Company, Josep (* 1956), katalanischer Countertenor
- Benet, Christie (1879–1951), US-amerikanischer Politiker
- Benét, Eric (* 1966), US-amerikanischer Rhythm-and-Blues-SängerEric Benét (* 1966)

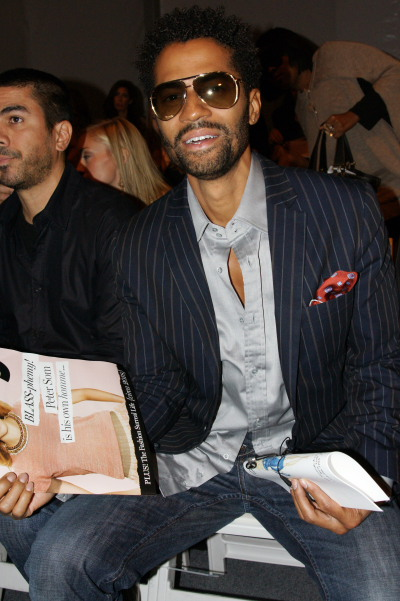
Eric Benét (* 1966)

- Benet, Johann Joseph (1819–1864), Schweizer Bergführer
- Benet, Jordi (* 1980), andorranischer Fußballspieler
- Benet, Juan (1927–1993), spanischer Schriftsteller
- Benet, L. J. (* 1997), US-amerikanischer Schauspieler und Sänger
- Benet, Maurice (* 1941), französischer Radrennfahrer
- Benet, Patricia (* 1988), spanische Basketballspielerin
- Benet, Romano (* 1962), italienischer Bergsteiger
- Benét, Stephen Vincent (1827–1891), General der United States Army
- Benét, Stephen Vincent (1898–1943), amerikanischer Schriftsteller
- Benet, Sula (1903–1982), polnische Anthropologin
- Benét, William Rose (1886–1950), US-amerikanischer Dichter und Herausgeber
- Benetatou, Eva (* 1992), griechische Reality-TV-TeilnehmerinEva Benetatou (* 1992)

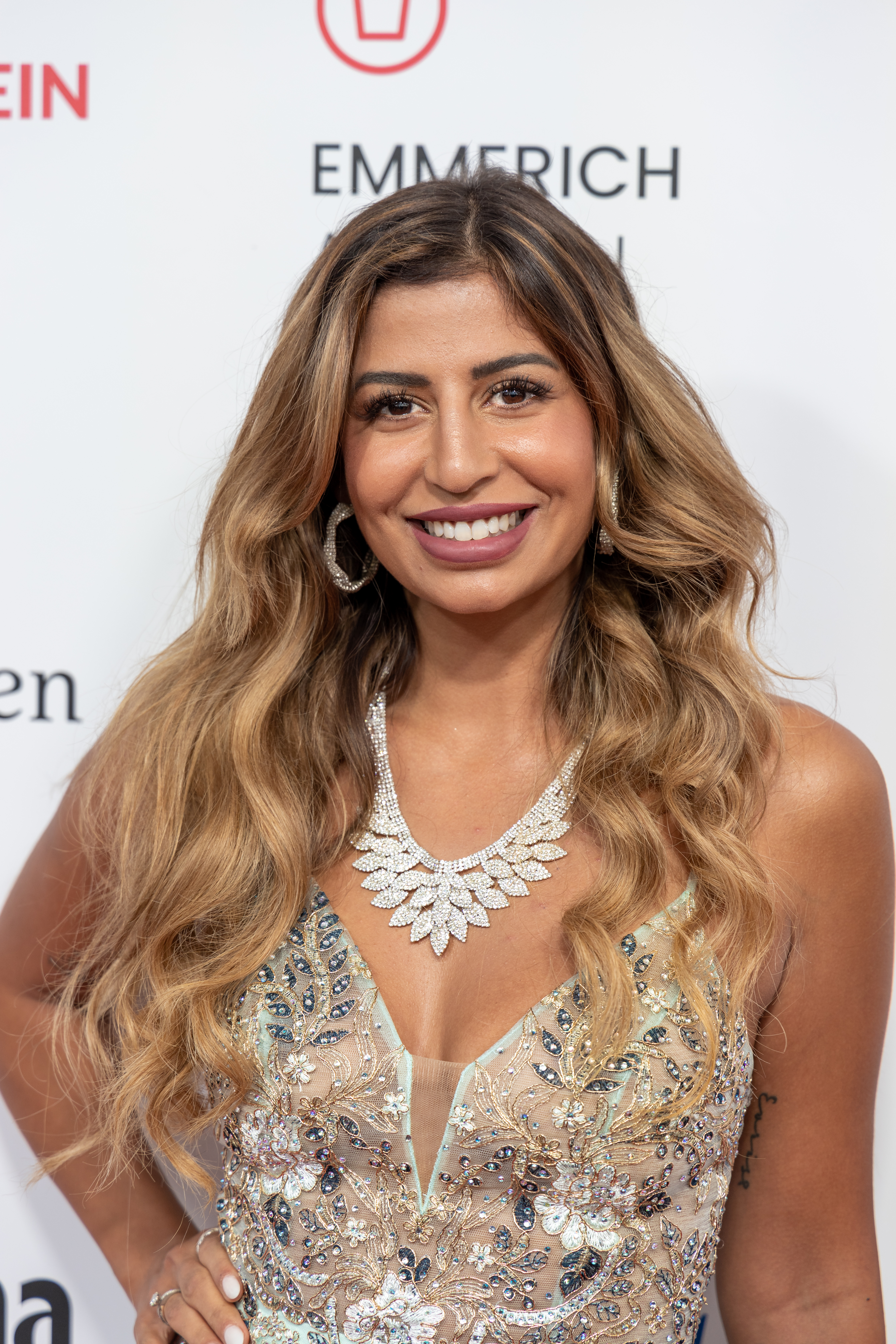
Eva Benetatou (* 1992)

- Bénéteau, Walter (* 1972), französischer Radrennfahrer
- Benetka, Daniel (* 1974), deutscher American-Football-Spieler
- Benetseder, Josef (* 1983), österreichischer Straßenradrennfahrer
- Benett, Etheldred (1776–1845), britische Paläontologin und Fossiliensammlerin
- Benett, Léon (1838–1917), französischer Maler und Illustrator
- Benett, Sarah (1850–1924), englisch-britische Sozialreformerin und Suffragette
- Benett-Sturies, Anne (* 1960), deutsche Forstwirtin und politische Beamtin
- Benetti, Adele (1851–1926), österreichische Opernsängerin (Sopran) und Gesangspädagogin
- Benetti, Adriana (1919–2016), italienische Schauspielerin
- Benetti, Andrea (* 1964), italienischer Maler, Fotograf und Designer sowie Autor
- Benetti, Romeo (* 1945), italienischer Fußballspieler
- Benetton, Alessandro (* 1964), italienischer Unternehmer
- Benetton, Luciano (* 1935), italienischer UnternehmerLuciano Benetton (* 1935)

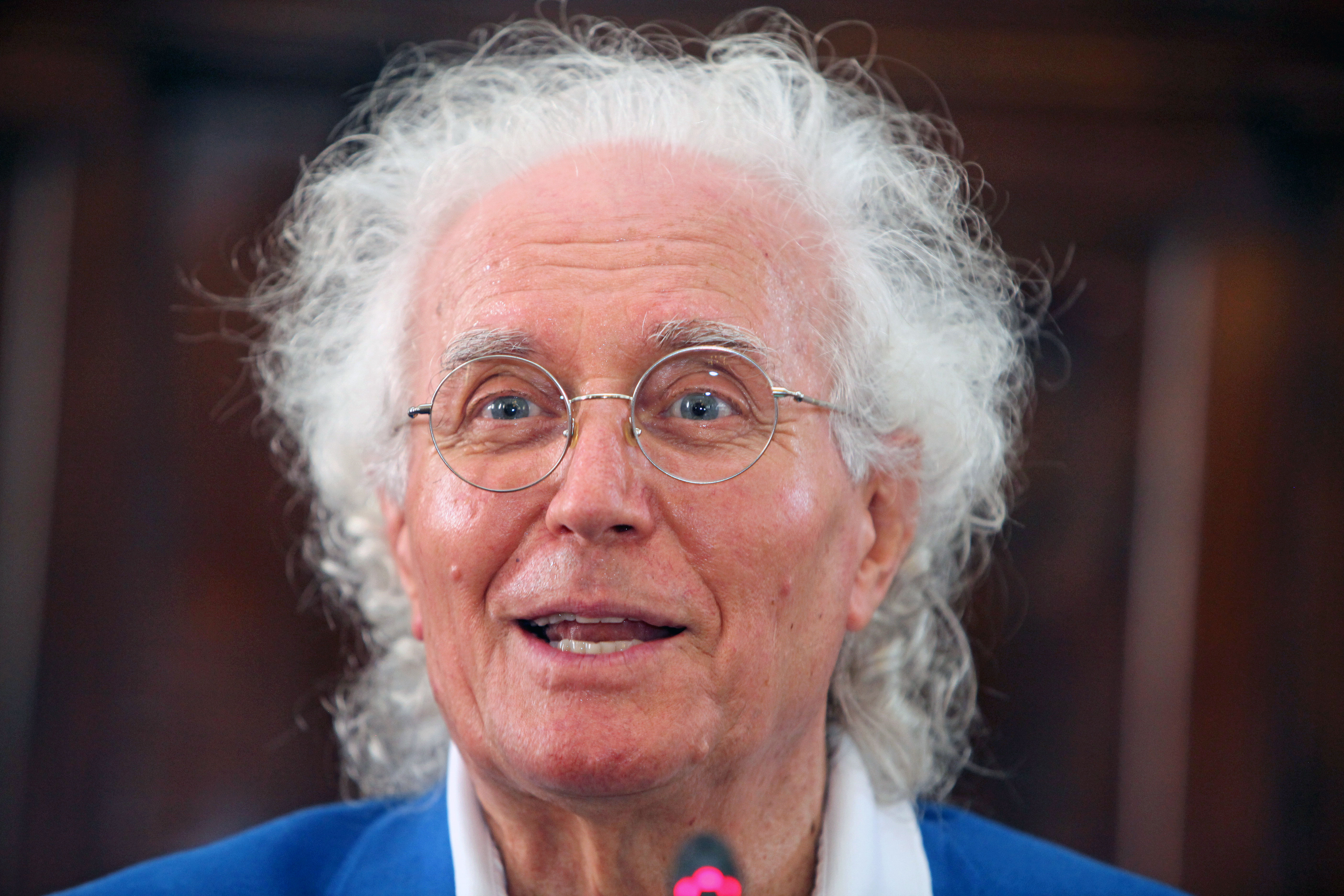
Luciano Benetton (* 1935)

- Benetton, Mario (* 1974), italienischer Radrennfahrer
- Benetton, Rocco (* 1969), italienischer Manager und Unternehmer

### Benev
- Beneventi, Domenico (* 1974), italienischer römisch-katholischer Geistlicher, Bischof von San Marino-Montefeltro
- Benevento, Marco (* 1977), US-amerikanischer Jazzmusiker und Komponist
- Benevenuto, Igor (* 1980), brasilianischer Fußballschiedsrichter
- Benevides, Amândio de Sá (1964–2024), osttimoresischer Jurist
- Benevides, António de Sá (* 1979), osttimoresischer Politiker
- Benevides, Evaristo de Sá († 1943), Liurai von Maubisse
- Benevides, Francisco (1950–2010), osttimoresischer Unabhängigkeitsaktivist und Politiker
- Benevides, Francisco Maria Correia de Sá e (1846–1896), brasilianischer Politiker
- Benevolenskaya, Xenia (* 1996), deutsche Schauspielerin
- Benevoli, Orazio (1605–1672), italienischer Kapellmeister und Komponist des römischen Barock
- Benevolo, Leonardo (1923–2017), italienischer Architekt und Architekturhistoriker

### Benew
- Benewitz, Adam (1890–1923), deutscher Politiker (SPD, USPD)

### Beney
- Beney, Iman (* 2006), Schweizer Fussballspielerin
- Beney, Maxime (* 1984), Schweizer Strassenradrennfahrer
- Beney, Nicolas (* 1980), Schweizer Fussballtorhüter
- Beney, Romain (* 1997), Schweizer Telemarker
- Beney, Roméo (* 2005), Schweizer Fussballspieler
- Beneyton, Yves (* 1946), französischer Schauspieler

### Benez
- Benezé, Emil (1870–1943), deutscher Gymnasiallehrer
- Benezech, Gabriel (1916–1992), französischer Fußballspieler
- Bénézet (1165–1184), katholischer Heiliger, Stadtpatron von AvignonBénézet (1165–1184)

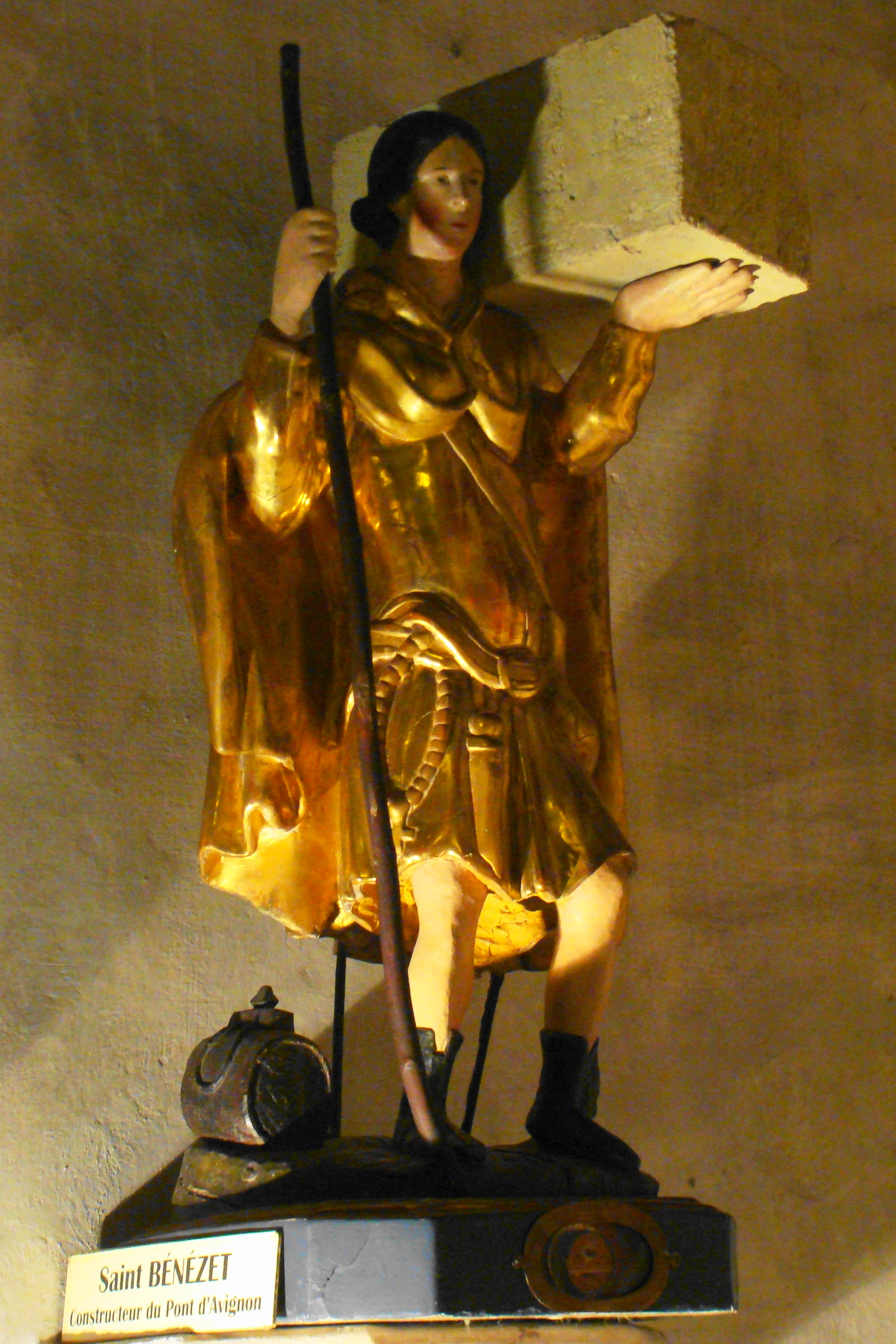
Bénézet (1165–1184)

- Benezet, Anthony (1713–1784), US-amerikanischer Quäker, Lehrer, Abolitionist und Sozialreformer mit hugenottischer Abstammung
- Bénézet, Louis P. (1878–1961), US-amerikanischer Pädagoge und Professor am Dartmouth College
- Benezet, Louis Tomlinson (1915–2002), US-amerikanischer Pädagoge, Bildungspolitiker und vielfacher US-Universitätspräsident
- Benezet, Nicolas (* 1991), französischer Fußballspieler
- Bénézit, Emmanuel (1854–1920), französischer Kunsthändler und kunsthistorischer Lexikograf
- Bénézit, Emmanuel‑Charles (1887–1975), französischer Maler, Zeichner, Graveur und Kunstkurator